# Lijst van personen uit Philadelphia
Dit is een lijst van bekende personen die in de Amerikaanse stad Philadelphia in Pennsylvania zijn geboren.

## Geboren in Philadelphia

### 18e eeuw

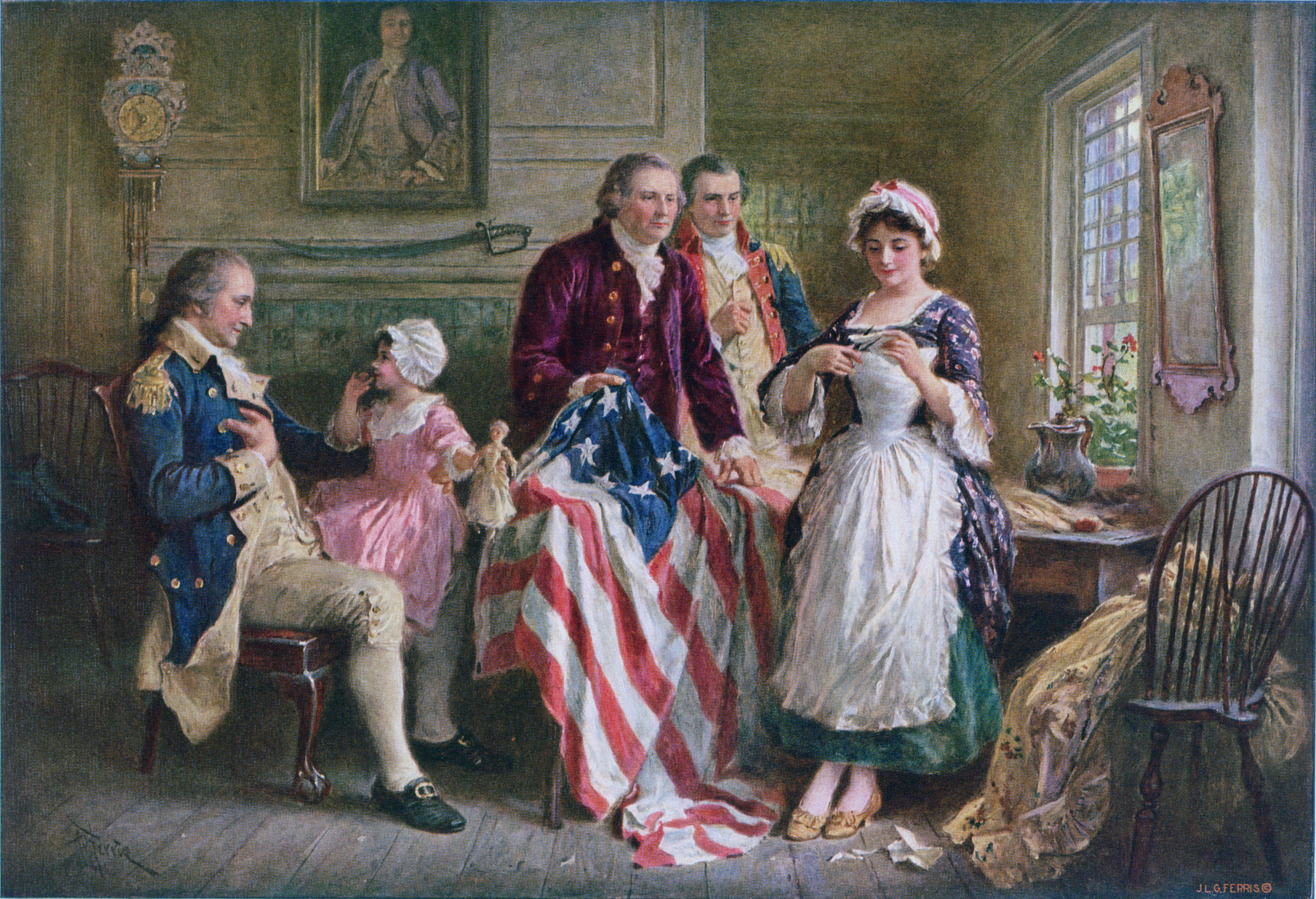
Ontwerpster Betsy Ross (1752-1836)

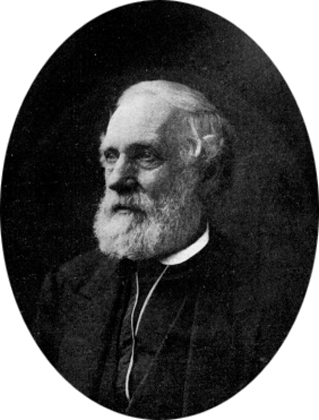
Kunstschilder Titian Ramsay Peale (1799-1885)

#### 1700–1799
- William Bartram (1739-1823), botanicus
- George Clymer (1739-1813), politicus
- Thomas Mifflin (1744-1800), generaal
- Benjamin Rush (1745-1813), politicus en psychiater
- Gunning Bedford jr. (1747-1812), advocaat en politicus
- Betsy Ross (1752-1836), ontwerpster van de Amerikaanse vlag
- William Bradford (1755-1795), advocaat en minister
- Charles Brockden Brown (1771-1810), romancier, historicus en uitgever
- Thomas Horsfield (1773-1859), arts en natuuronderzoeker
- Rubens Peale (1784-1865), kunstschilder
- Thomas Hopkins Gallaudet (1787-1851), pionier op het gebied van dovenonderwijs
- Thomas Say (1787-1834), apotheker, natuurwetenschapper en concholoog
- George Dallas (1792-1864), vicepresident van de Verenigde Staten, senator en ambassadeur
- Titian Ramsay Peale (1799-1885), kunstschilder

### 19e eeuw

#### 1800–1829

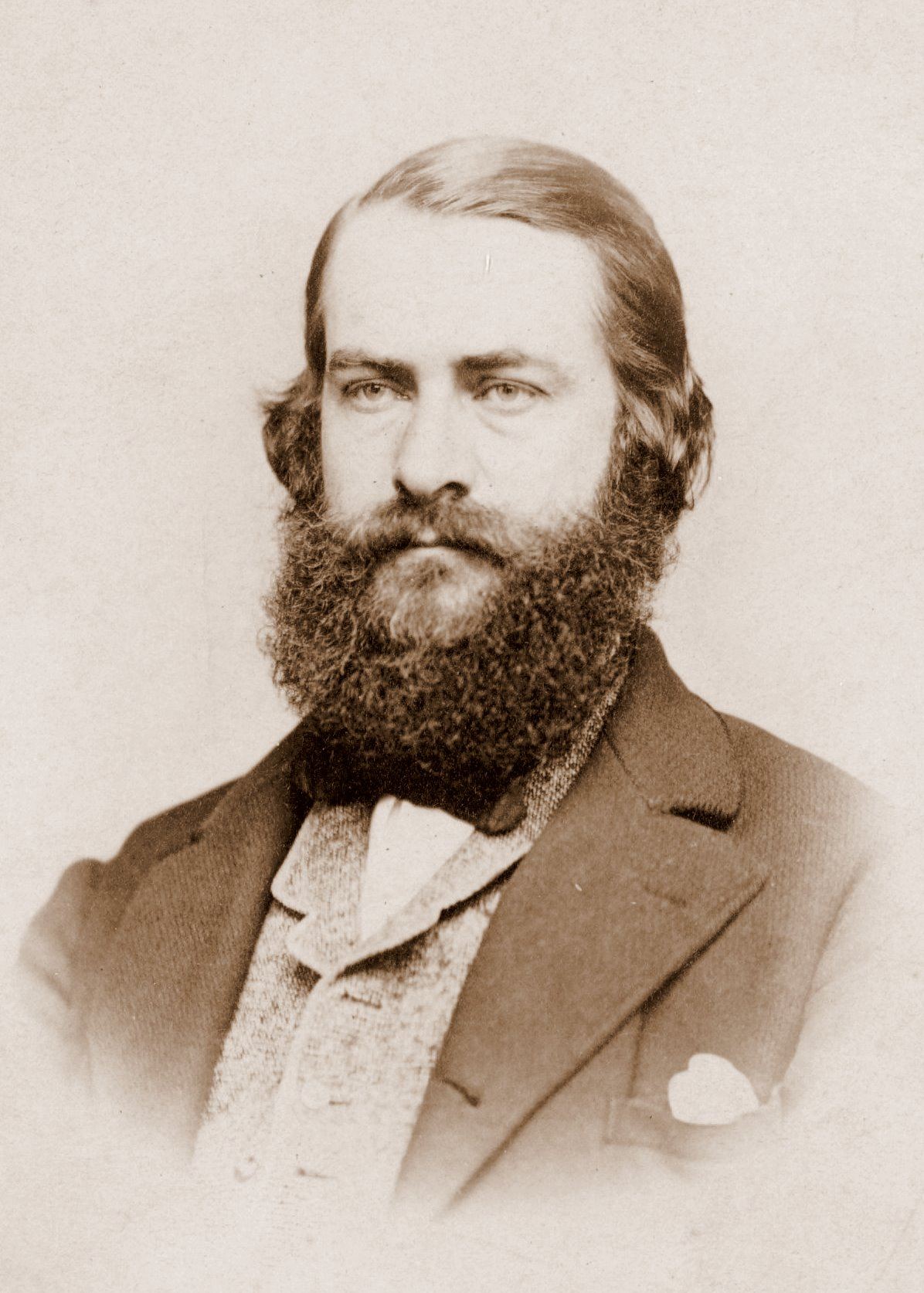
Paleontoloog Joseph Leidy (1823-1891)

- Sarah Yorke Jackson (1803-1887), schoondochter van de Amerikaanse president Andrew Jackson
- Robert Cornelius (1809-1893), pionier in de fotografie
- John Kirk Townsend (1809-1851), ontdekkingsreiziger, zoöloog en natuuronderzoeker
- John C. Pemberton (1814-1881), luitenant-generaal tijdens de Amerikaanse Burgeroorlog, in het Geconfedereerde leger van Robert E. Lee
- Joseph Leidy (1823-1891), paleontoloog
- George McClellan (1826-1885), beroepsofficier en Noordelijke generaal-majoor tijdens de Amerikaanse Burgeroorlog, presidentskandidaat en gouverneur van New Jersey
- Silas Mitchell (1829-1914), arts en schrijver

#### 1830–1849

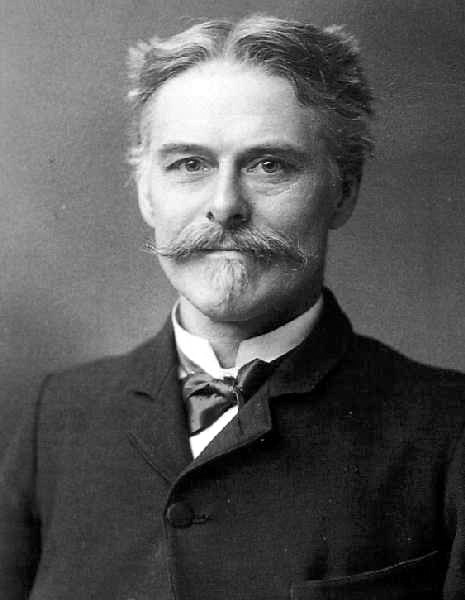
Paleontoloog Edward Drinker Cope (1840-1897)

- Ignatius Donnelly (1831-1901), schrijver en onderzoeker
- Louisa May Alcott (1832-1888), schrijfster
- William Stanley Haseltine (1835-1900), kunstschilder
- Charlotte Forten Grimké (1837-1914), dichteres en abolitionist
- Frank Furness (1839-1912), architect
- Henry George (1839-1897), politiek econoom
- Daniel Ridgway Knight (1839-1924), kunstschilder
- Edward Drinker Cope (1840-1897), paleontoloog
- George Henry Horn (1840-1897), entomoloog
- Theophilus Van Kannel (1841-1919), uitvinder
- Thomas Eakins (1844-1916), kunstschilder
- Caspar René Gregory (1846-1917), theoloog

#### 1850–1859

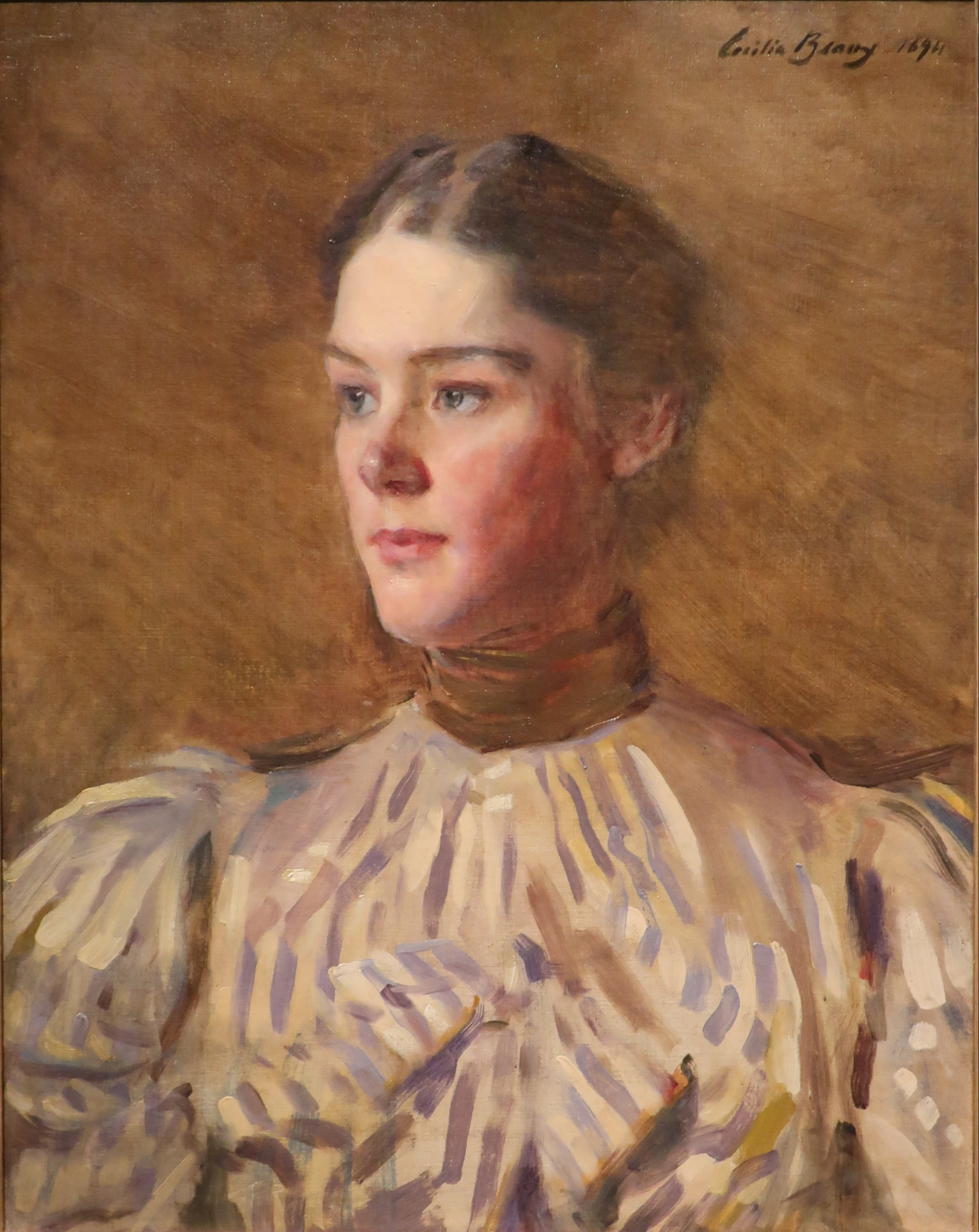
Kunstschilderes Cecilia Beaux (1855-1919)

- William Morris Davis (1850-1934), geograaf, geoloog en meteoroloog
- Edwin Austin Abbey (1852-1911), kunstschilder en illustrator
- William Harris Ashmead (1855-1908), entomoloog
- Cecilia Beaux (1855-1942), kunstschilderes
- Julius LeBlanc Stewart (1855-1919), kunstschilder
- Colin Campbell Cooper (1856-1937), kunstschilder
- Frederick Taylor (1856-1915), werktuigbouwkundig ingenieur
- Katharine Drexel (1858-1955), congregatiestichter en heilige

#### 1860–1869

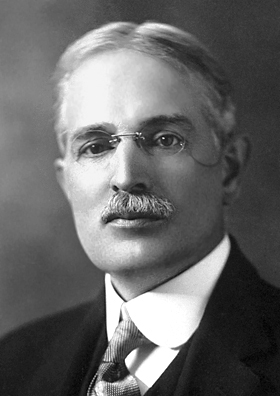
Chemicus Theodore William Richards (1868-1928)

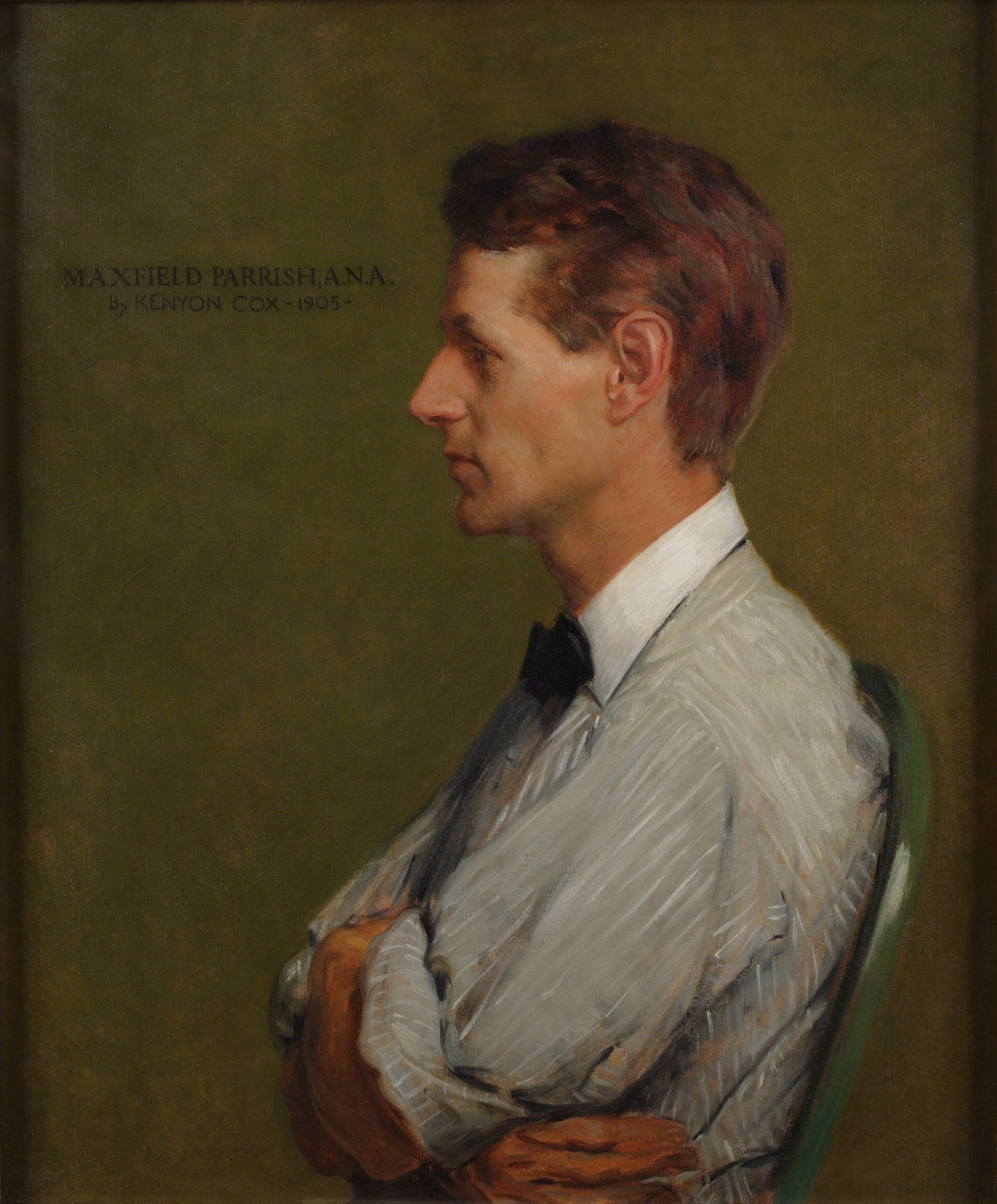
Kunstschilder Maxfield Parrish (1870-1945)

- William Louis Abbott (1860-1936), arts, ontdekkingsreiziger en natuuronderzoeker
- Solomon R. Guggenheim (1861-1949), kunstverzamelaar en filantroop
- Jean Leon Gerome Ferris (1863-1930), kunstschilder
- Benjamin Guggenheim (1865-1912), zakenman en passagier op het schip Titanic
- John Exley (1867-1938), roeier
- Sheldon Lewis (1868-1958), acteur ten tijde van de stomme film
- Theodore William Richards (1868-1928), chemicus en Nobelprijswinnaar (1914)

#### 1870–1879
- Alexander Stirling Calder (1870-1945), beeldhouwer
- William Glackens (1870-1938), kunstschilder
- Maxfield Parrish (1870-1966), kunstschilder en illustrator
- John Geiger (1873-1956), roeier
- James Juvenal (1874-1942), roeier
- Edward Marsh (1874-1932), roeier
- Joseph Dempsey (1875-1942), roeier
- Michael Gleason (1876-1923), roeier
- Frederic L. Paxson (1877-1948), historicus
- Lionel Barrymore (1878-1954), acteur
- Ethel Barrymore (1879-1959), actrice
- Harry DeBaecke (1879-1961), roeier
- John Grieb (1879-1939), turner

#### 1880–1889
- Mary Boland (1880-1965), actrice
- W.C. Fields (1880-1946), komiek
- Harry Lott (1880-1949), roeier

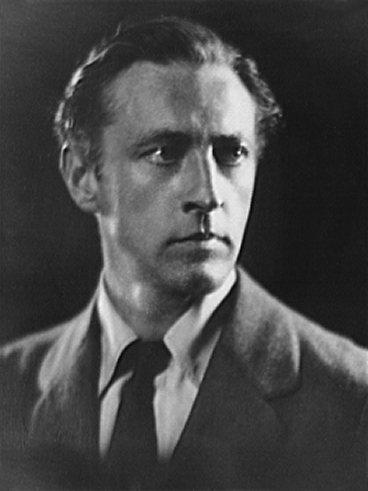
Acteur John Barrymore (1882-1942)

- Charles Armstrong (1881-1952), roeier
- Henry Lorenz Viereck (1881-1931), entomoloog
- George Bancroft (1882-1956), acteur
- John Barrymore (1882-1942), acteur
- Charles Sheeler (1883-1965), kunstschilder
- Sam Wood (1883-1949), filmregisseur
- Alain Locke (1885-1954), schrijver, filosoof en onderwijzer
- Ed Wynn (1886-1966), acteur
- Joseph Breen (1888-1965), journalist, publiciteitsagent en filmcensor
- Louis Mordell (1888-1972), Brits wiskundige
- William Keighley (1889-1984), acteur en regisseur
- John Brendan Kelly (1889-1960), roeier

#### 1890–1899

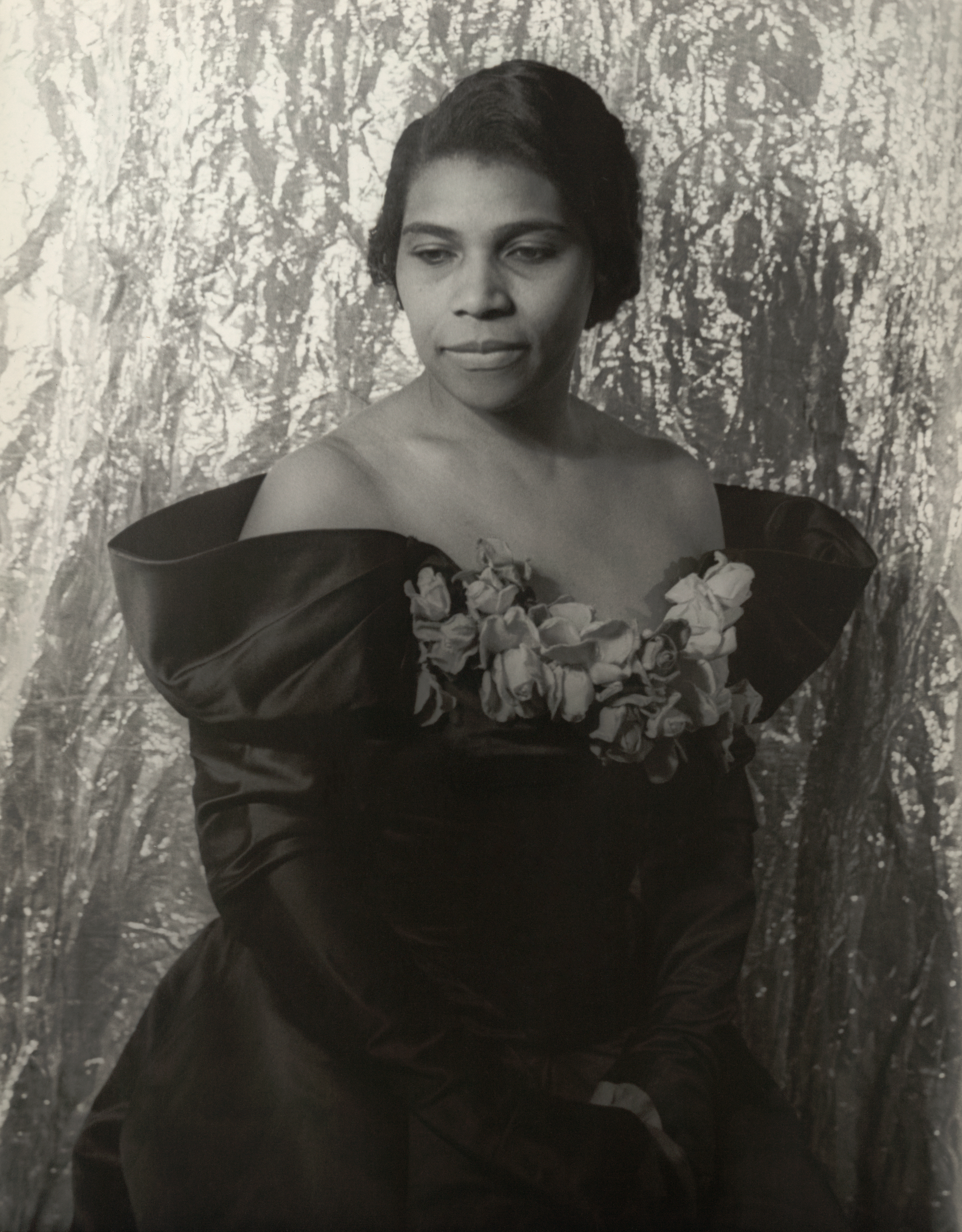
Zangeres Marian Anderson (1897-1993)

- Man Ray (1890-1976), fotograaf en regisseur
- Don Lippincott (1893-1962), atleet
- Bill Tilden (1893-1953), tennisser
- Paul Costello (1894-1986), roeier
- Stuart Davis (1894-1964), Modernisme kunstschilder
- Garrett Gilmore (1895-1969), roeier
- Marian Anderson (1897-1993), contralto en een van de meest vermaarde zangeressen van de twintigste eeuw
- Gus Arnheim (1897-1955), bandleider, pianist en componist
- Jack Diamond (1897-1931), gangster
- Eleanor Boardman (1898-1991), actrice
- Edward Jennings (1898-1975), stuurman bij het roeien

### 20e eeuw

#### 1900–1909

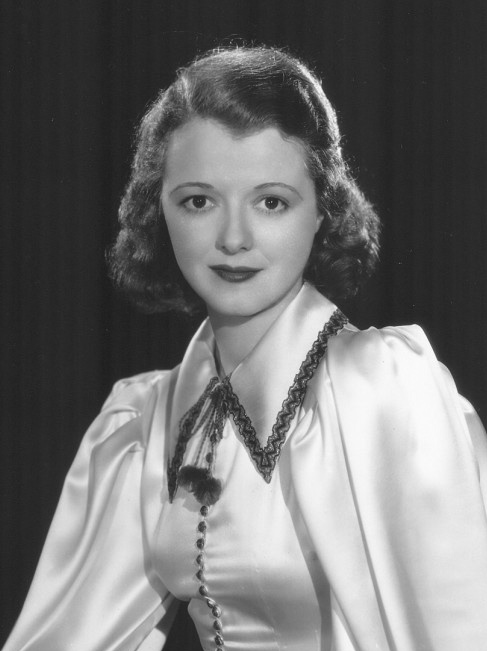
Actrice Janet Gaynor (1906-1984) in de film Servants' Entrance

- Herbert J. Biberman (1900-1971), scenarioschrijver en regisseur
- James Bond (1900-1989), ornitholoog
- Mildred Davis (1901-1969), actrice
- Margaret Mead (1901-1978), antropologe
- Geoffrey Mason (1902-1987), bobsleeremmer
- Jeanette MacDonald (1903-1965), actrice
- Charles McIlvaine (1903-1975), roeier
- Kelly Petillo (1903-1970), autocoureur
- Joe Venuti (1903-1978), jazzviolist
- Janet Gaynor (1906-1984), actrice
- Gladys Bentley (1907-1960), blues-zangeres en -pianiste
- Bill Holland (1907-1984), Formule 1-coureur
- Lester Lanin (1907-2004), bigband-leider
- Eddie Quillan (1907-1990), film- en televisieacteur
- Rex Stewart (1907-1967), jazz-kornettist
- Chappie Willett (1907-1976), jazzpianist en -componist
- Imogene Coca (1908-2001), actrice
- Joseph Schauers (1909-1987), roeier

#### 1910–1919
- Mae Clarke (1910-1992), actrice

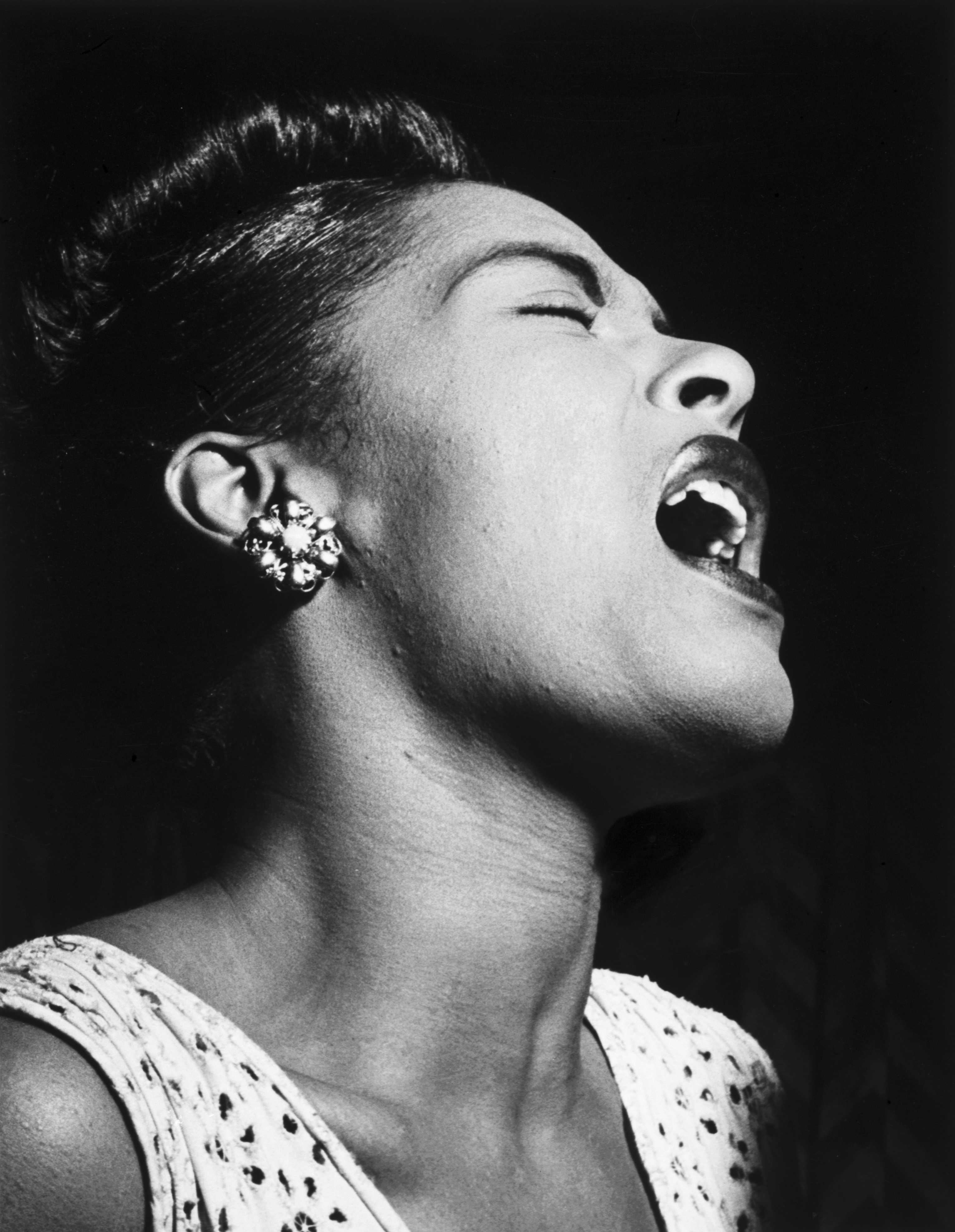
Zangeres Billie Holiday (1915-1959)

- Charles Kieffer (1910-1975), roeier
- Robert K. Merton (1910-2003), socioloog
- Broderick Crawford (1911-1986), acteur
- Bill Dillard (1911-1995), jazz-trompettist en zanger
- Eve Arnold (1912-2012), persfotografe
- Richard Brooks (1912-1992), regisseur
- Francis Schaeffer (1912-1984), theoloog, filosoof en predikant
- Charles West Churchman (1913-2004), filosoof
- Peter Fick (1913-1980), zwemmer
- Willie Mosconi (1913-1993), poolspeler
- Alice Arden (1914-2012), atlete
- Billie Holiday (1915-1959), jazzzangeres
- Vincent Persichetti (1915-1987), componist en dirigent
- Milton Babbitt (1916-2011), componist
- Edward Binns (1916-1990), acteur
- Betty Holberton (1917-2001), een van de zes oorspronkelijke programmeurs van de ENIAC, de eerste programmeerbare elektronische computer
- Joseph Ashbrook (1918-1980), astronoom
- Amos Joel (1918-2008), elektrotechnicus
- Dennis Patrick (1918-2002), acteur
- Tommy Potter (1918-1988), jazzcontrabassist
- Russell Ackoff (1919-2009), bedrijfskundige
- Edith Grosz (1919-2011), pianiste en muziekpedagoog

#### 1920–1929

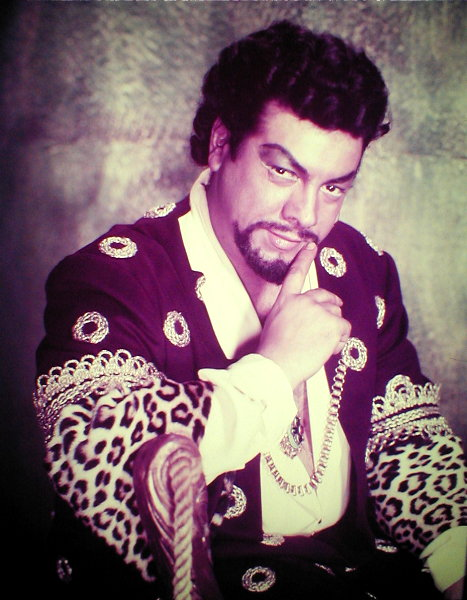
Acteur Mario Lanza (1921-1959)

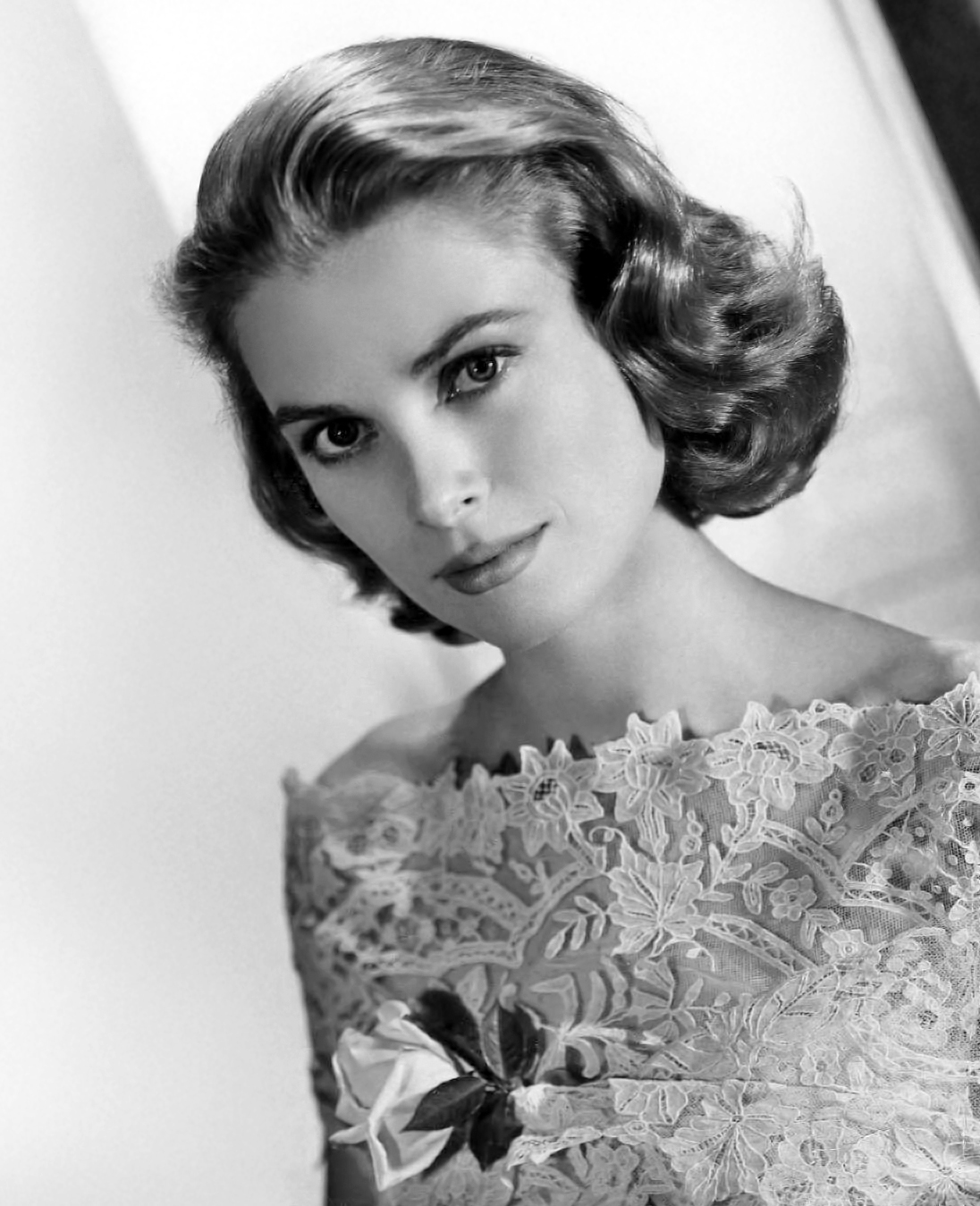
Actrice en prinses Grace Kelly (1929-1982)

- Robert Leckie (1920-2001), marinier, journalist en schrijver
- John Joseph O'Connor (1920-2000), geestelijke en kardinaal van de Rooms-Katholieke Kerk
- Warren Covington (1921-1999), jazz-trombonist, bigband-leider en arrangeur
- Angelo Dundee (1921-2012), bokser
- Leonard del Ferro (1921-1992), Amerikaans-Nederlands tenor en zangpedagoog
- Kitty Kallen (1921-2016), zangeres
- Mario Lanza (1921-1959), zanger en acteur
- William Guarnere (1922-2014), militair
- Jack Klugman (1922-2012), acteur
- Marlyn Meltzer (1922-2008), wiskundige
- Arthur Penn (1922-2010), filmregisseur en -producent
- Frances Spence (1922-2012), een van de oorspronkelijke programmeurs van de ENIAC
- Nancy Walker (1922-1992), actrice
- Paul Wendkos (1922-2009), televisie- en filmregisseur
- Edward Heffron (1923-2013), militair
- Philly Joe Jones (1923-1985), jazzdrummer
- Irvin Kershner (1923-2010), regisseur
- Vic Seixas (1923-2024), tennisser
- Lloyd Alexander (1924-2007), schrijver
- Val Avery (1924-2009), karakteracteur
- John Backus (1924-2007), informaticus
- Norman Fell (1924-1998), acteur
- Alexander Haig (1924-2010), generaal en minister
- Sidney Lumet (1924-2011), regisseur
- Lillian Rubin (1924-2014), sociologe en schrijfster
- Elliot Lawrence (1925), pianist, componist, bigband-leider en dirigent
- Robert Venturi (1925-2018), architect
- Buddy Greco (1926-2017), jazzzanger en pianist en popzanger
- Jimmy Heath (1926-2020), jazzsaxofonist, -fluitist, componist en arrangeur
- Jimmy Woode (1926-2005), jazzbassist
- Ernie Andrews (1927-2022), jazz- en bluesszanger
- Stan Getz (1927-1991), tenorsaxofonist
- Abby Mann (1927-2008), draaiboekauteur, toneelschrijver en filmproducent
- Al Martino (1927-2009), Italiaans-Amerikaans zanger en acteur
- Ethel Portnoy (1927-2004), schrijfster
- Peter Mark Richman (1927-2021), acteur, regisseur en scenarist
- Red Rodney (1927-1994), jazztrompettist
- Specs Wright (1927-1963), jazzdrummer
- Noam Chomsky (1928), taalkundige en filosoof
- Eddie Fisher (1928-2010), zanger
- Vera Rubin (1928-2016), astronome
- Chief Jay Strongbow (1928-2012), worstelaar
- Amar Bose (1929-2013), ondernemer
- Benny Golson (1929-2024), jazz tenorsaxofonist, componist en arrangeur
- Grace Kelly (1929-1982), actrice en prinses van Monaco

#### 1930–1939

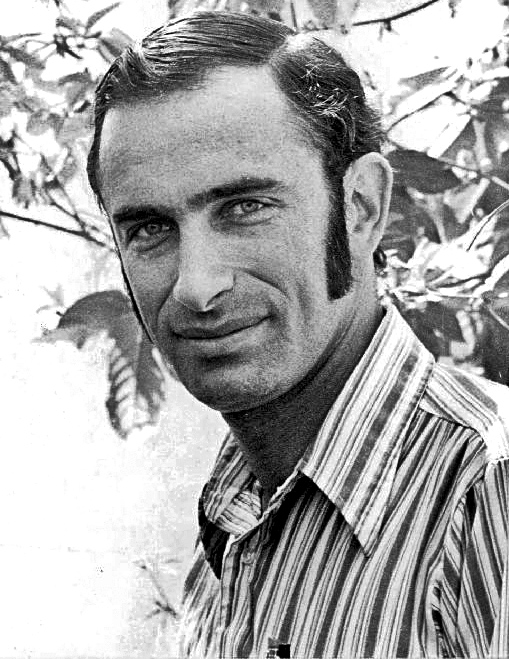
Bioloog Paul R. Ehrlich (1932)

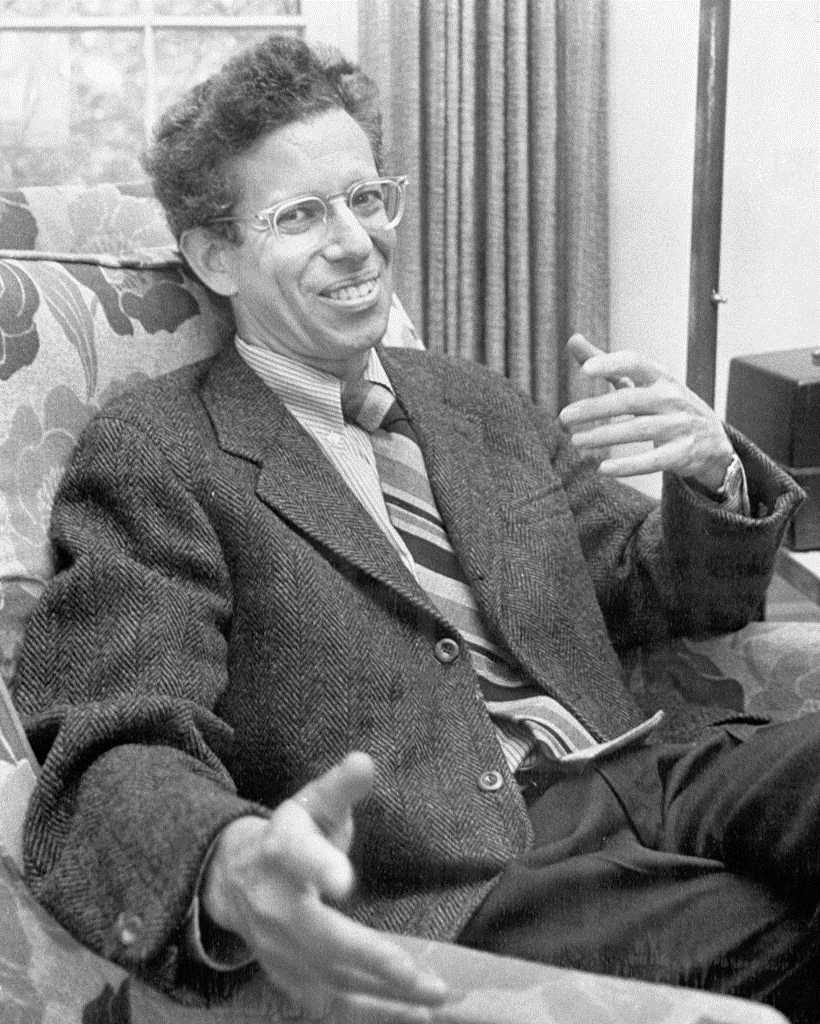
Geneticus Howard Martin Temin (1934-1994)

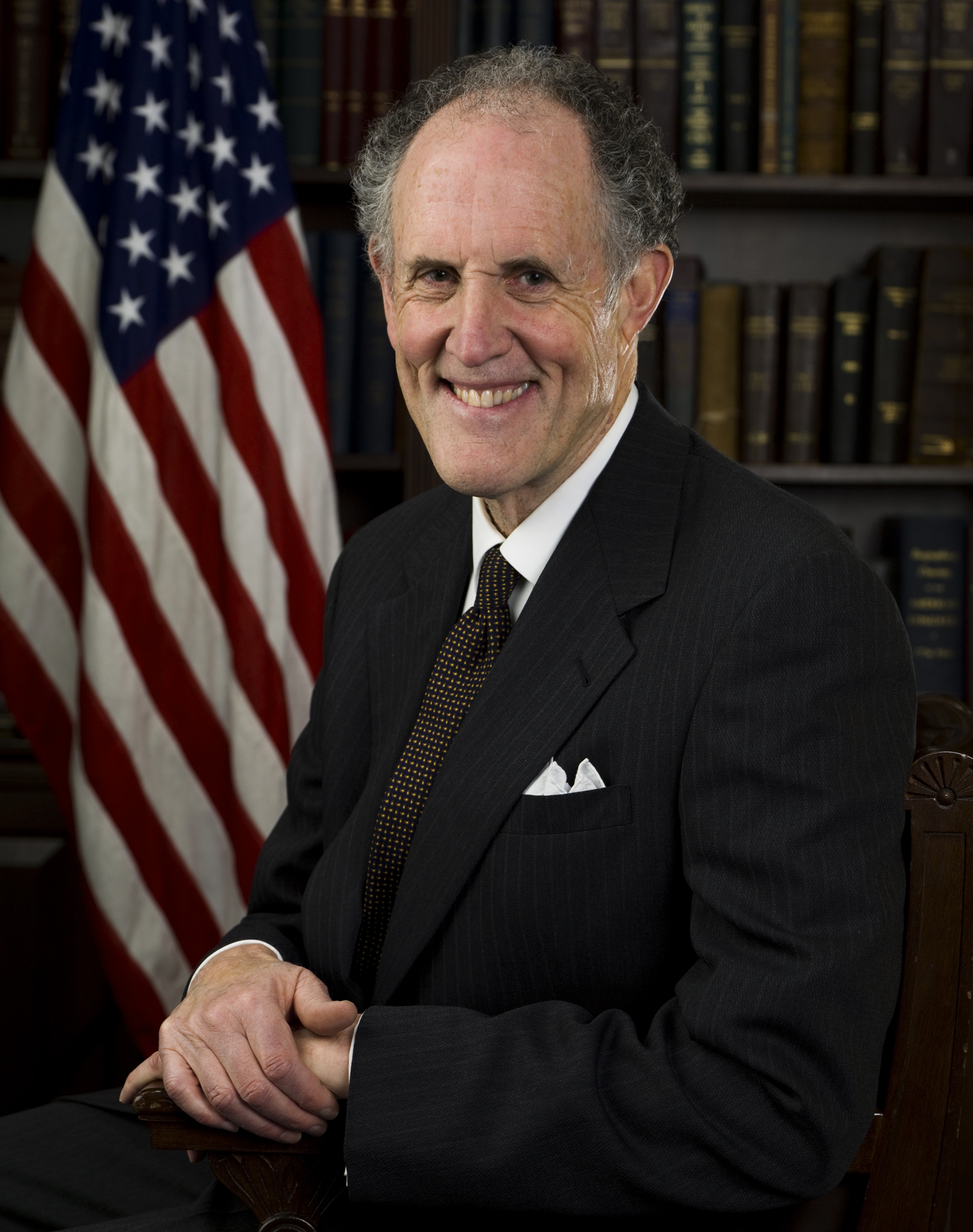
Politicus Ted Kaufman (1939)

- Tommy Bryant (1930-1982), popzanger en jazzbassist
- Pete Conrad (1930-1999), astronaut
- Richie Kamuca (1930-1977), jazzsaxofonist
- Jerry Ragovoy (1930-2011), muziekproducent
- Frank Shakespeare (1930), roeier
- Eddie Barth (1931-2010), film- en televisieacteur en stemacteur
- Ray Bryant (1931-2011), jazzpianist
- Walt Dickerson (1931-2008), jazzvibrafonist
- Barry Feinstein (1931-2011), fotograaf
- Paul Motian (1931-2011), jazzdrummer en -componist
- Ben Bova (1932-2020), sciencefictionschrijver, journalist en redacteur
- Paul R. Ehrlich (1932), bioloog, demograaf en activist
- Richard Lester (1932), regisseur
- Trudy Pitts (1932-2010), jazzmuzikante
- Rashied Ali (1933-2009), jazzdrummer
- Donald Bailey (1933-2013), jazzdrummer
- Jimmy Bond (1933-2012), bassist en tubaïst van de moderne jazz
- Billy Paul (1934-2016), soulzanger
- Shirley Scott (1934-2002), jazzorganiste
- Howard Martin Temin (1934-1994), geneticus en Nobelprijswinnaar (1975)
- Warren Zimmermann (1934-2004), diplomaat
- Peter Boyle (1935-2006), acteur
- Tony Campolo (1935-2024), predikant en schrijver
- Ted Curson (1935-2012), jazztrompettist en -hoornist
- Tootie Heath (1935-2024), jazzdrummer
- Jack McDevitt (1935), sciencefictionschrijver
- Skip Barber (1936), Formule 1-coureur
- Wilt Chamberlain (1936-1999), basketballer
- Charlie Gracie (1936-2022), zanger, gitarist en rock-pionier
- Jimmy McGriff (1936-2008), blues-, hardbop- en soul-jazz-organist
- Bootsie Barnes (1937-2020), jazzmuzikant
- Bill Cosby (1937), acteur, komiek
- Bobby Durham (1937-2008), jazz-drummer
- Reggie Workman (1937), jazzcontrabassist
- Sherman Hemsley (1938-2012), acteur
- Paul Jenkins (1938-2013), acteur
- Lee Morgan (1938-1972), hard bop-jazztrompettist
- McCoy Tyner (1938-2020), jazzpianist
- Ed Bernard (1939), acteur
- Sonny Fortune (1939-2018), jazzsaxofonist, klarinettist en fluitist
- Al Gorgoni (1939), sessiemuzikant
- Ted Kaufman (1939), politicus van de Democratische Partij
- Mark Margolis (1939-2023), acteur
- Bill Toomey (1939), atleet

#### 1940–1949

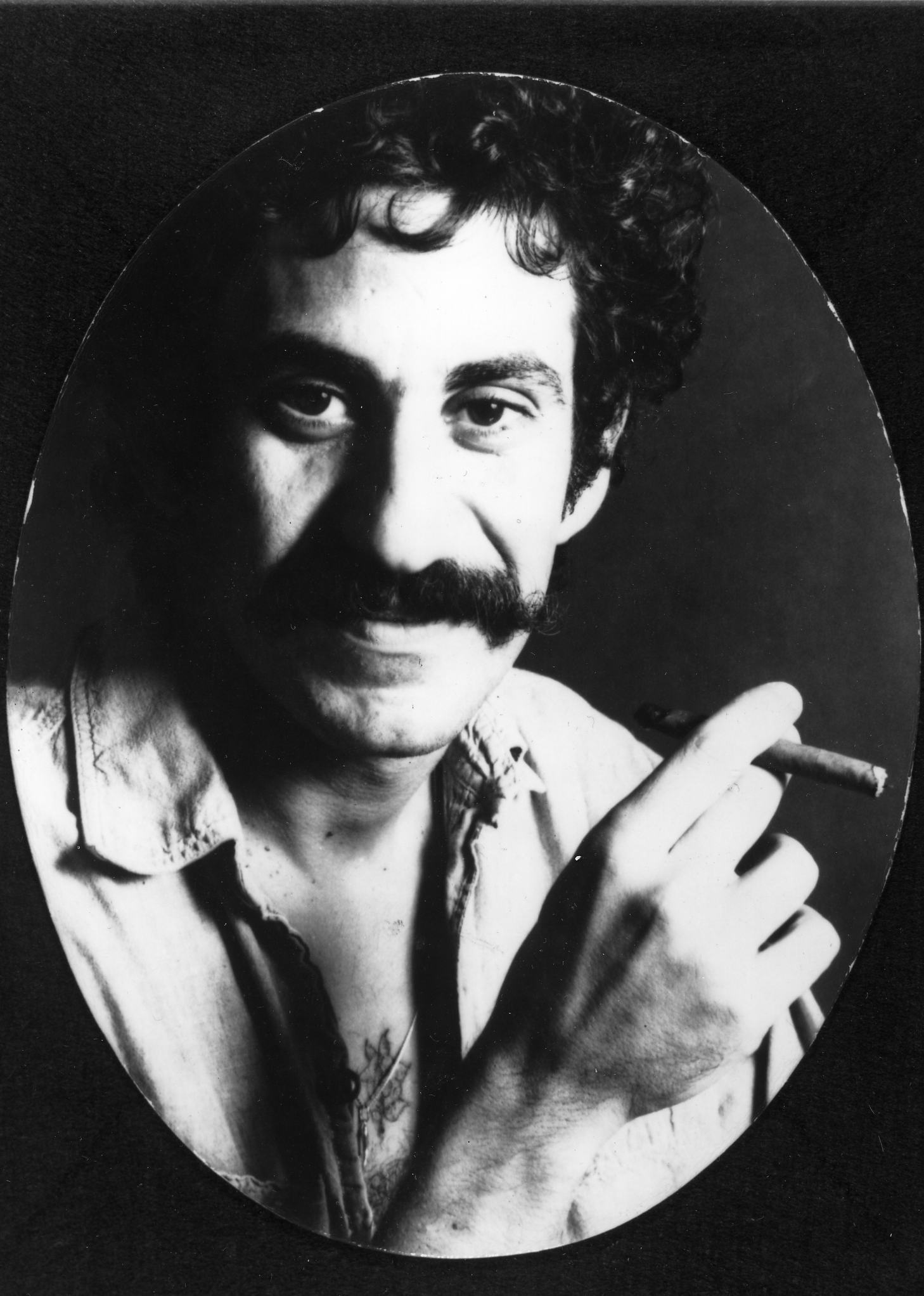
Singer-songwriter Jim Croce (1943-1973)

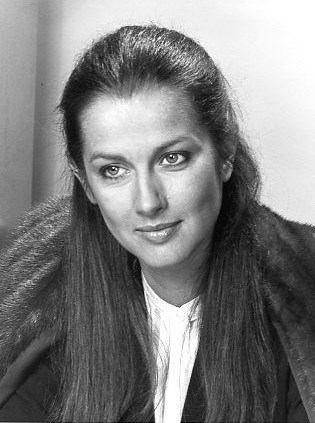
Actrice Veronica Hamel (1943)

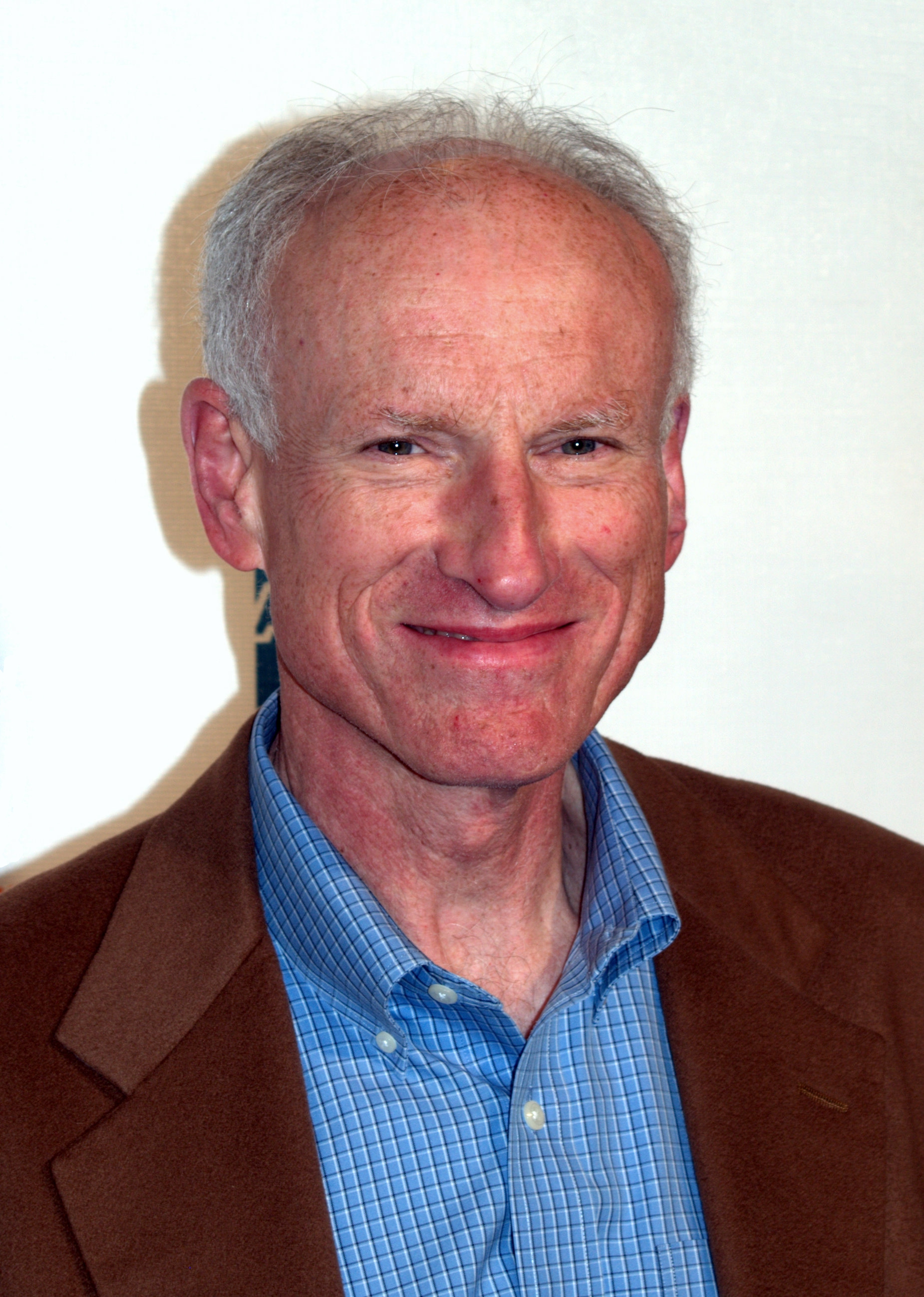
Acteur James Rebhorn (1948-2014)

- Frankie Avalon (1940), zanger en acteur
- Solomon Burke (1940-2010), soulzanger
- Mary Ellen Mark (1940-2015), fotografe
- Peter Ryan (1940-1962), autocoureur
- Karl Barry Sharpless (1941), chemicus en Nobelprijswinnaar (2001)
- Joseph Taylor (1941), astrofysicus en Nobelprijswinnaar (1993)
- Jeremiah Wright (1941), predikant
- Len Barry (1942-2020), singer-songwriter en producer
- Guion Bluford (1942), astronaut
- Bobby Rydell (1942-2022), zanger en entertainer
- Kenny Barron (1943), jazzpianist
- Jim Croce (1943-1973), singer-songwriter
- Robert Crumb (1943), striptekenaar en illustrator
- Blythe Danner (1943), actrice
- Fabian Forte (1943), tieneridool
- Charles Hallahan (1943-1997), acteur
- Veronica Hamel (1943), actrice
- Laraaji (1943), multi-instrumentalist
- Holland Taylor (1943), actrice
- Caleb Deschanel (1944), cameraman en regisseur
- Mitchell Feigenbaum (1944-2019), wiskundig fysicus
- Patti LaBelle (1944), soulzangeres
- Pat Martino (1944-2021), jazzgitarist
- Joe Beck (1945-2008), jazz- en fusion-gitarist
- John Doman (1945), acteur
- Dee Dee Sharp (1945), zangeres
- Tammi Terrell (1945-1970), soulzangeres
- Bruce Davison (1946), acteur
- Marsha Hunt (1946), zangeres en schrijfster, die ook bekend werd als fotomodel en actrice
- Jobriath (1946-1983), rockzanger en acteur
- Barbara Mason (1947), r&b- en soulzangeres
- Jane Daly (1948), actrice
- John de Lancie (1948), acteur
- James Rebhorn (1948-2014), acteur
- Michael Brecker (1949-2007), jazz-saxofonist
- Philip Casnoff (1949), acteur, regisseur en producent
- Tom Corbett (1949), gouverneur van Pennsylvania (2011-2015)
- Richard Gere (1949), acteur
- Phyllis Hyman (1949-1995), jazz- en r&b-zangeres
- Nancy Meyers (1949), scriptschrijfster en filmregisseur

#### 1950–1959

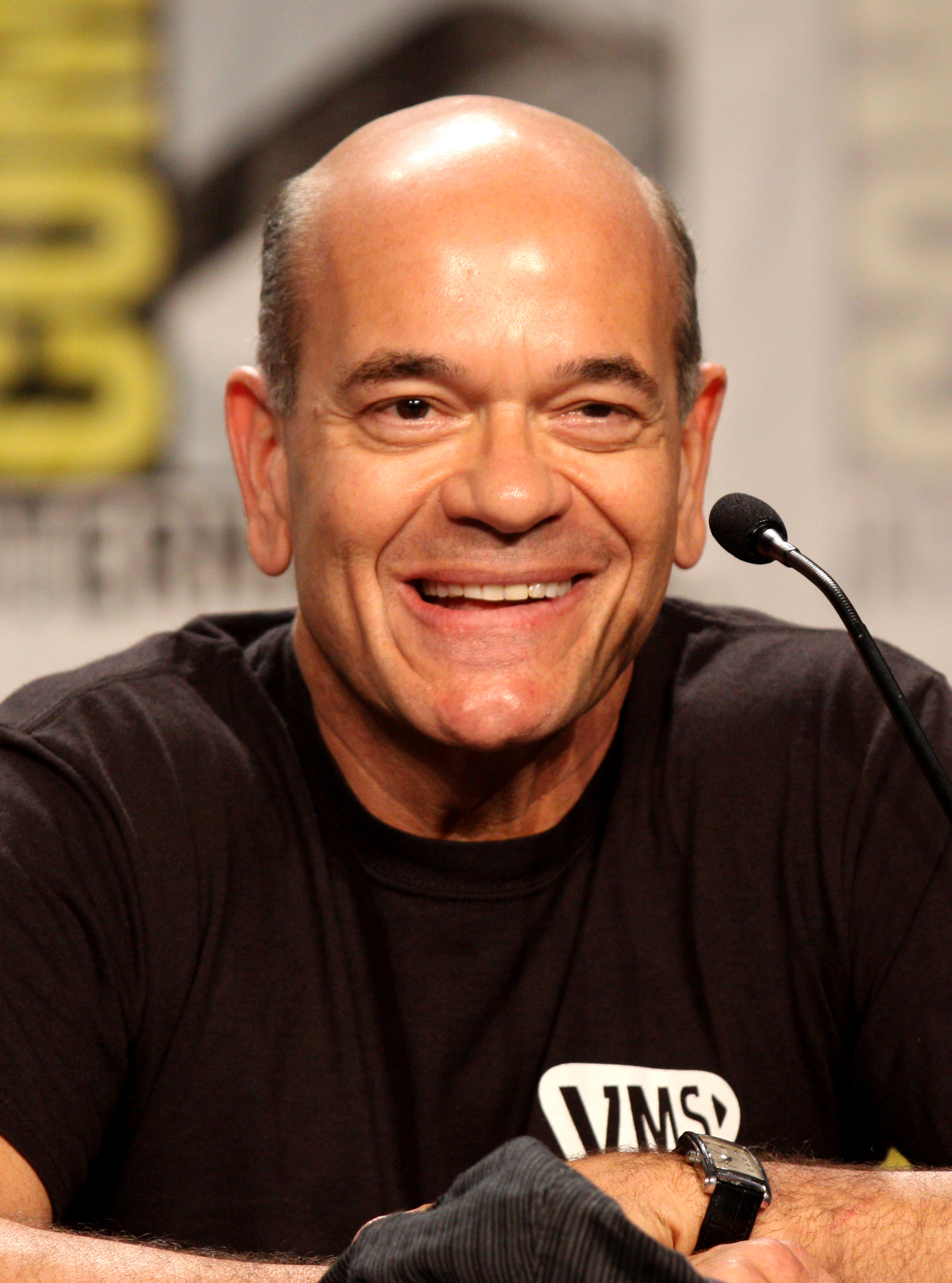
Acteur Robert Picardo (1953)

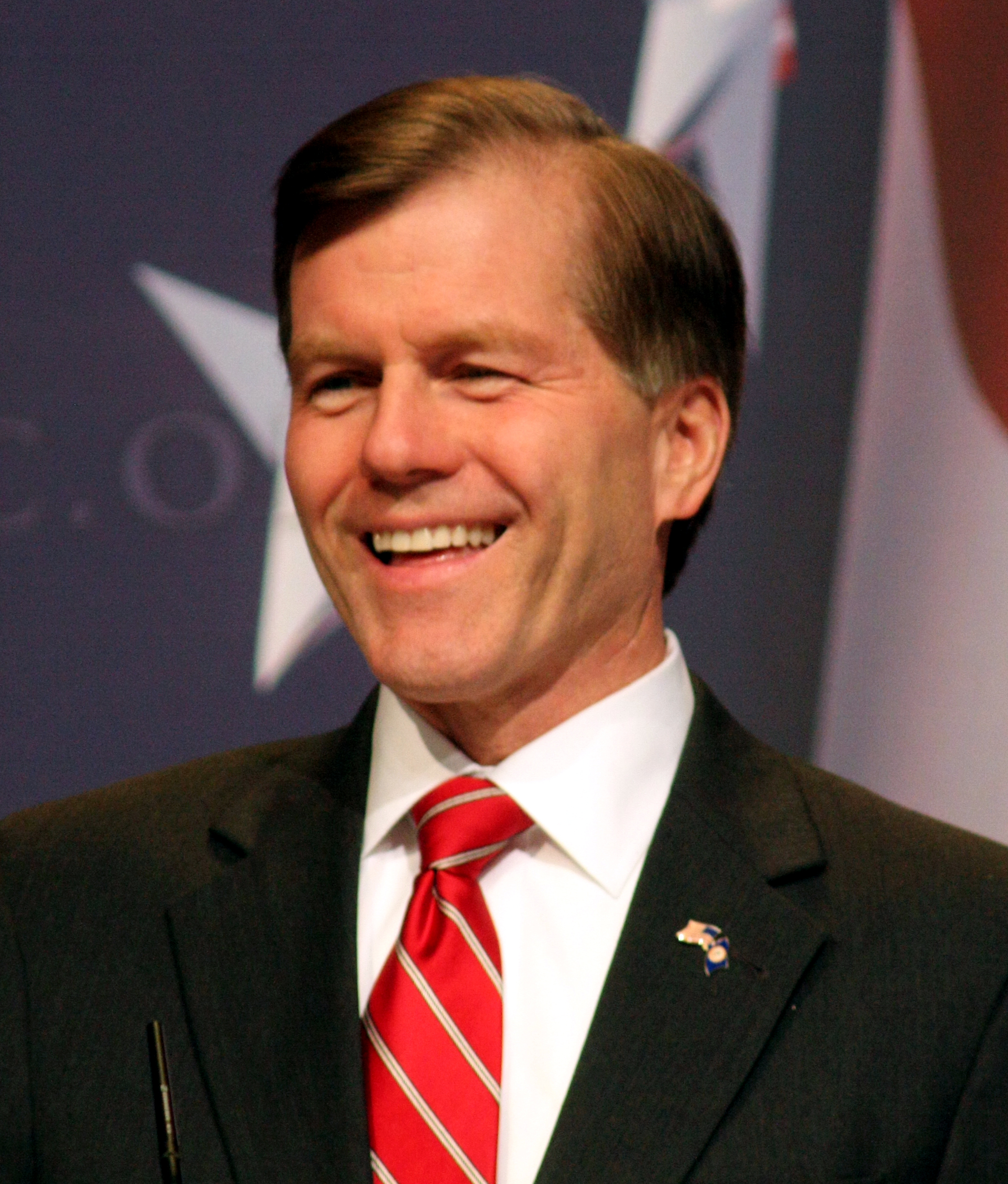
Politicus Bob McDonnell (1954)

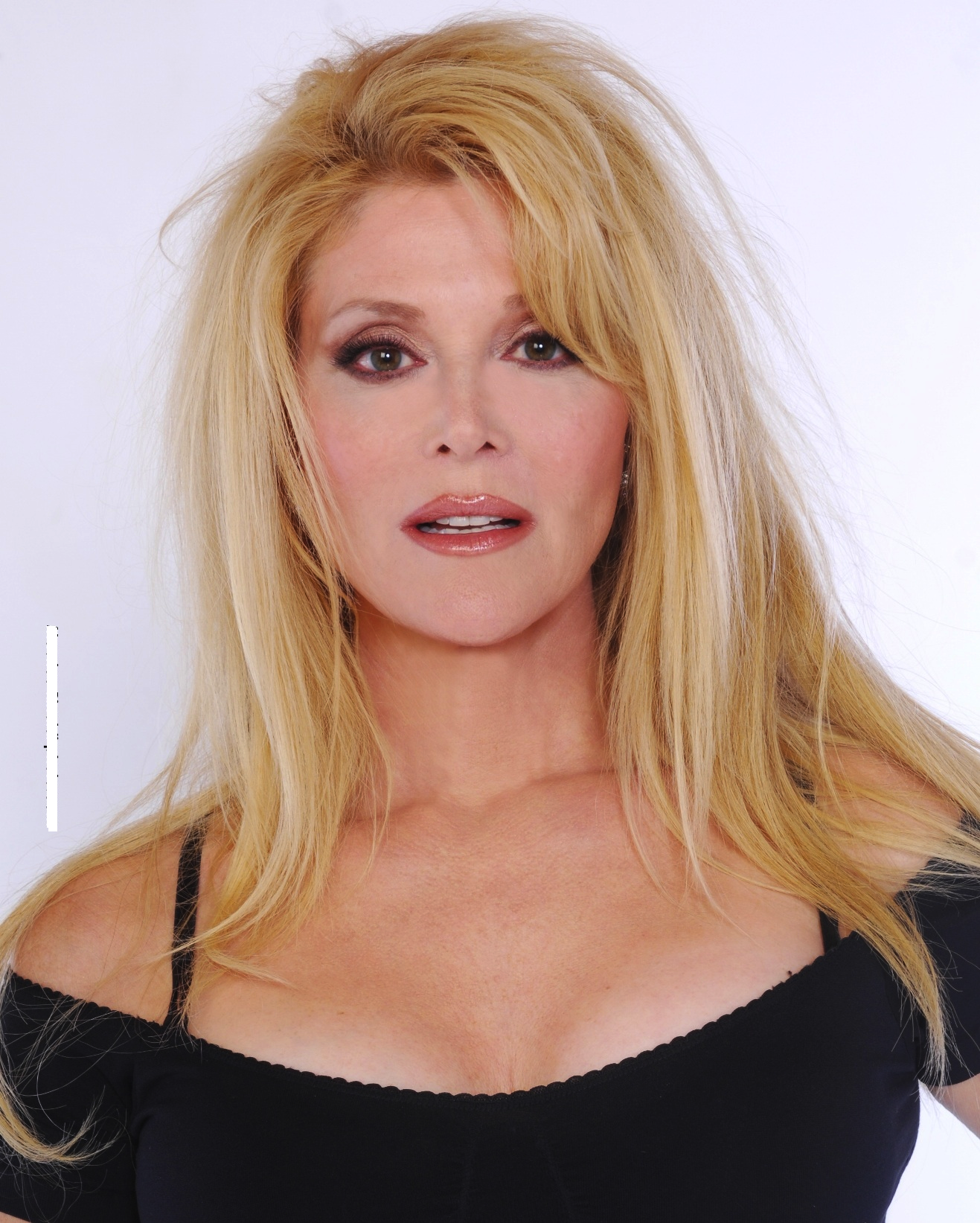
Actrice Audrey Landers (1956)

- Charles Fambrough (1950-2011), jazzbassist
- Steve McCurry (1950), fotojournalist
- Hugh McDonald (1950), bassist
- Teddy Pendergrass (1950-2010), soulzanger en componist
- Jon Polito (1950-2016), acteur
- Ray Benson (1951), singer-songwriter, stemacteur, producent en acteur
- Stanley Clarke (1951), muzikant en componist
- Alphonso Johnson (1951), jazzbassist
- Joel Polis (1951), acteur
- Karen Young (1951-1991), zangeres
- James Bagian (1952), astronaut
- Melanie Mayron (1952), actrice en regisseuse
- Susan Seidelman (1952), regisseuse, producente, scenarioschrijfster en actrice
- Parker Stevenson (1952), acteur
- Monnette Sudler (1952-2022), jazzmuzikante en componiste
- Mumia Abu-Jamal (1953), activist en journalist
- Andy Hertzfeld (1953), softwareontwikkelaar
- Robert Picardo (1953), acteur
- Ash Carter (1954-2022), Democratisch politicus
- Clark Johnson (1954), acteur, regisseur en producent
- Bob McDonnell (1954), gouverneur van Virginia (2010-2014)
- Andrew Allen (1955), astronaut
- Dennis Christopher (1955), acteur
- Robin Eubanks (1955), jazztrombonist
- Thomas G. Waites (1955), acteur
- Uri Caine (1956), musicus
- Michael Connelly (1956), schrijver van thrillers
- Audrey Landers (1956), actrice en zangeres
- William Lashner (1956), romanschrijver en advocaat
- Bob Saget (1956-2022), acteur en stand-upcomedian
- David Crane (1957), schrijver en producer
- Kevin Eubanks (1957), jazzgitarist
- Scott Horowitz (1957), astronaut
- Michael Nutter (1957), politicus; burgemeester van Philadelphia tussen 2008 en 2016
- Kevin Bacon (1958), acteur
- Linda Fiorentino (1958), actrice
- Jim Kenney (1958), politicus
- Scott Patterson (1958), acteur
- Nancy Spungen (1958-1978), misdaadslachtoffer dat een relatie had met Sid Vicious van de band The Sex Pistols
- Steve Alten (1959), sciencefictionauteur
- Judy Landers (1959), actrice
- Liz Larsen (1959), actrice
- Kathy Sledge (1959), zangeres
- Thomas F. Wilson (1959), acteur, stemacteur, komiek, schilder en musicus

#### 1960–1969

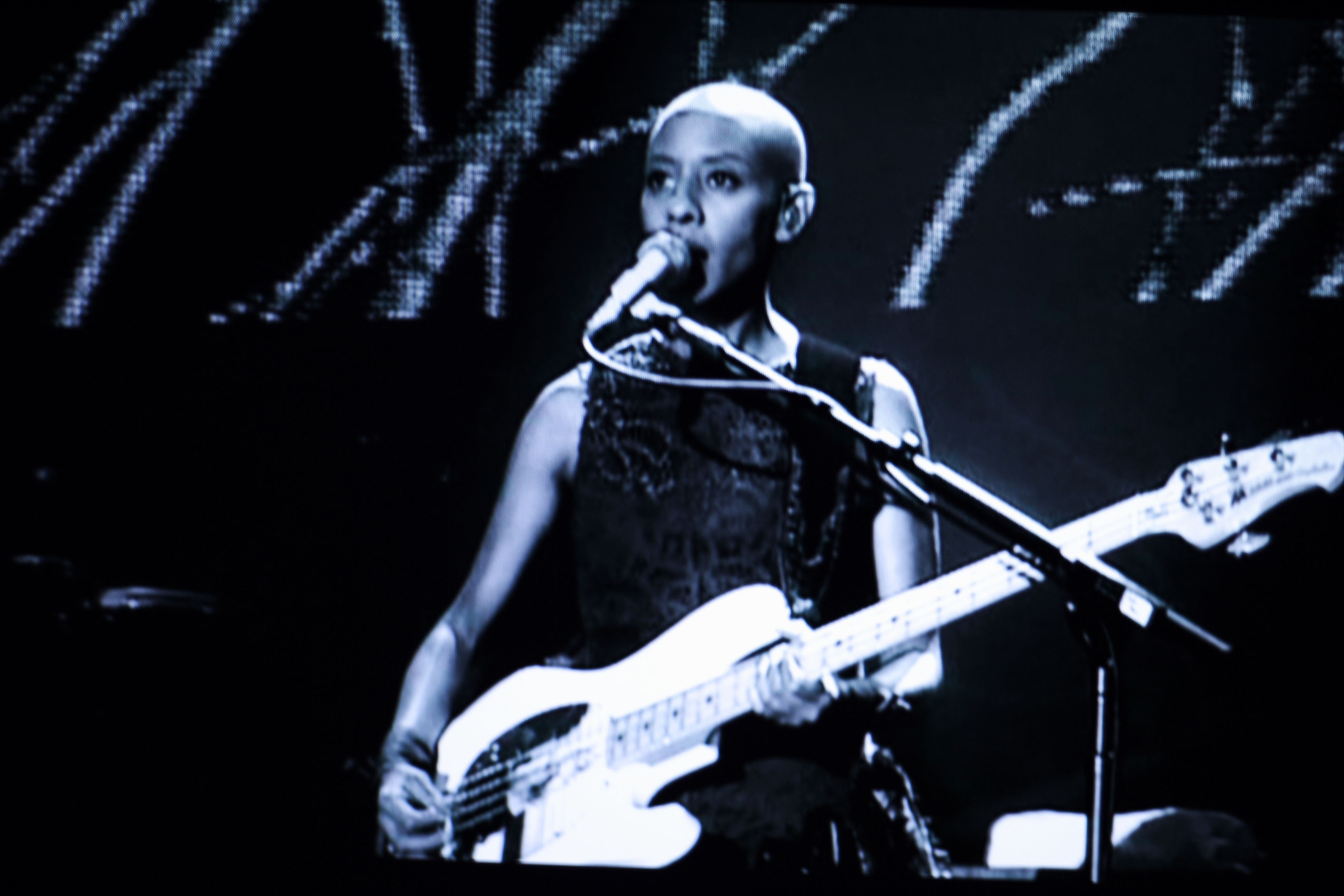
Bassiste en zangeres Gail Ann Dorsey (1962)

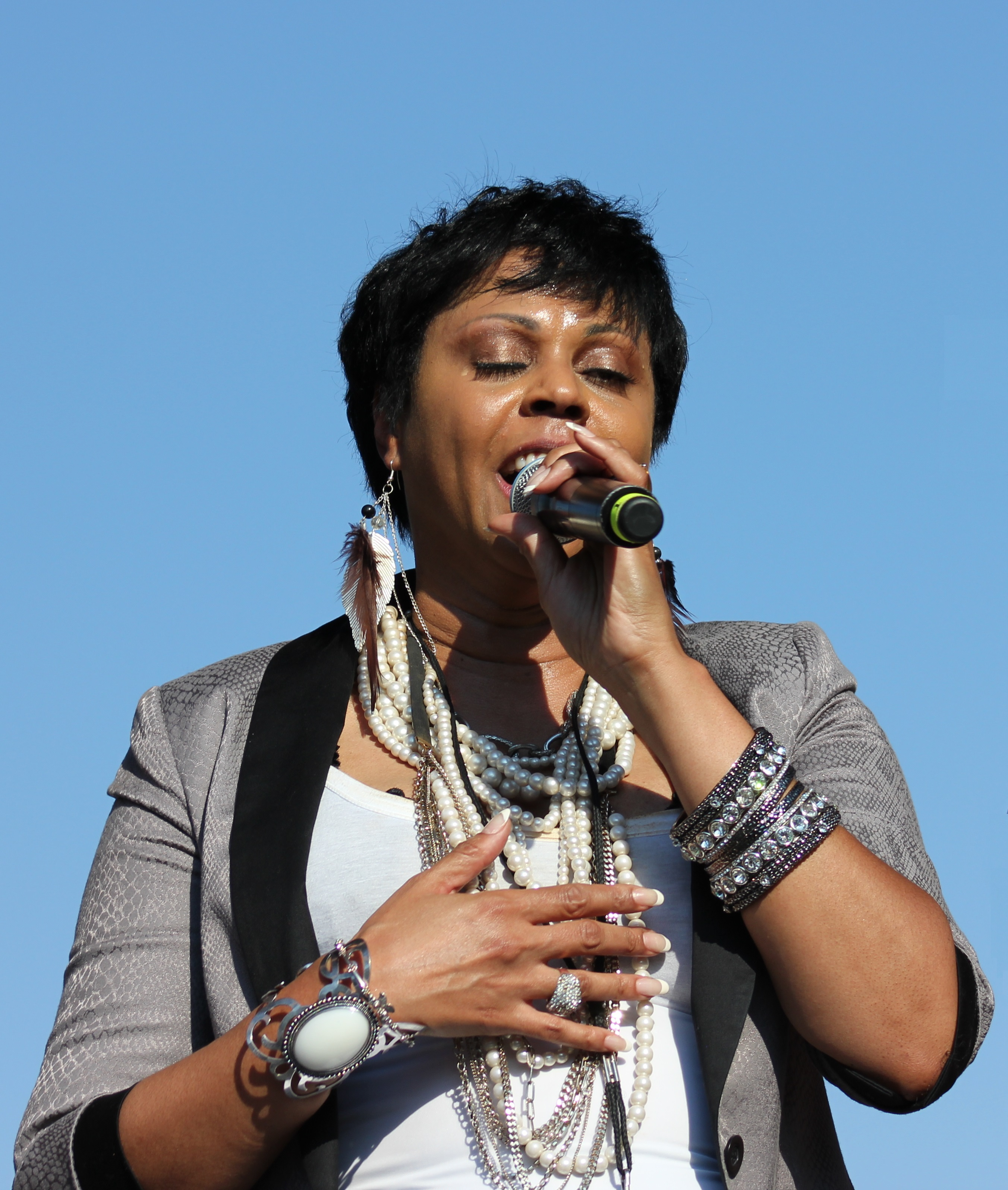
Zangeres Crystal Waters (1964)

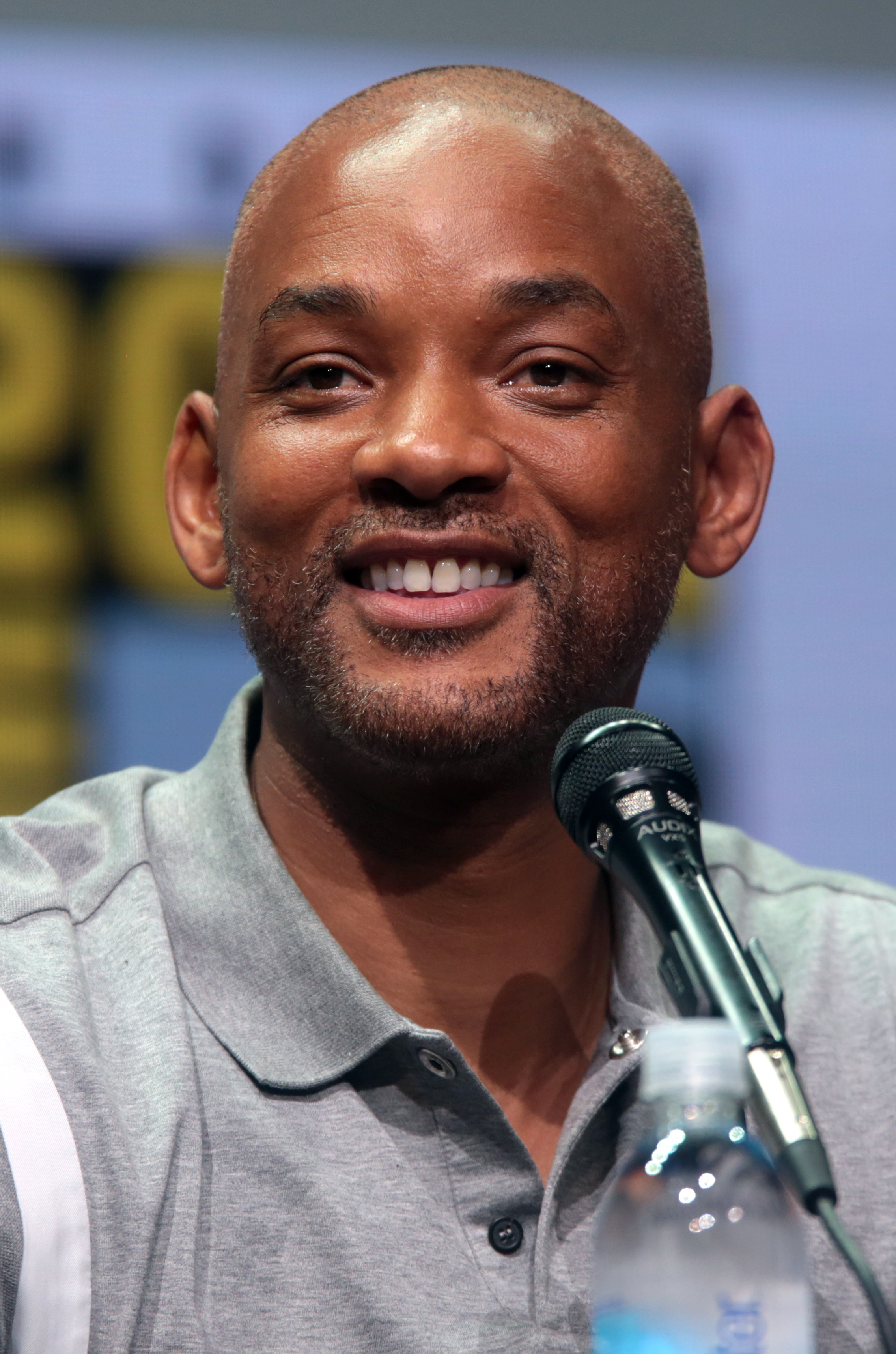
Acteur Will Smith (1968)

- Victor Bailey (1960-2016), jazzbassist
- Gia Marie Carangi (1960-1986), fotomodel
- Aaron Jay Kernis (1960), componist
- Matt Mulhern (1960), acteur, regisseur en scenarist
- Road Warrior Animal (1960-2020), worstelaar
- Wallace Roney (1960), jazztrompettist
- Neil Shubin (1960), paleontoloog, evolutiebioloog en populairwetenschappelijk schrijver
- Kim Delaney (1961), actrice
- Christopher Ferguson (1961), astronaut
- Paul McCrane (1961), acteur en incidenteel regisseur
- Tico Wells (1961), acteur
- Mark Adamo (1962), componist en librettist
- Gail Ann Dorsey (1962), bassiste en zangeres
- John Laurinaitis (1962), worstelaar
- Herbert McMaster (1962), topmilitair in de rang van luitenant-generaal
- Schoolly D (1962), rapper
- Nanci Adler (1963), historicus
- Richard Garfield (1963), wiskundeprofessor en spelontwerper
- Mike Powell (1963), atleet
- Johnny Weiss (1963), professioneel worstelaar
- Scott Levy (1964), worstelaar, schrijver en producer
- Tom Verica (1964), acteur, regisseur en producent
- Crystal Waters (1964), zangeres
- Danny Woodburn (1964), acteur
- Deborah Harkness (1965), geleerde en schrijfster
- Bernard Hopkins (1965), bokser
- DJ Jazzy Jeff (1965), diskjockey en producer
- Rod Rosenstein (1965), jurist en econoom
- Vincent Young (1965), acteur
- Gary Dourdan (1966), acteur
- Jon Drummond (1968), atleet
- Dionna Harris (1968), softbalspeler
- Adam McKay (1968), filmregisseur, filmproducent, scenarioschrijver, acteur en komiek
- Will Smith (1968), acteur en rapper
- Mathew St. Patrick (1968), acteur
- Dylan Tichenor (1968), filmmonteur
- King Britt (1968), dj/producer
- Paul F. Tompkins (1968), acteur, stemacteur, komiek, filmproducent en scenarioschrijver
- Andrew Bryniarski (1969), filmacteur en bodybuilder
- Vikter Duplaix (1969), Amerikaans zanger/producer
- Michael Kelly (1969), acteur
- Silas Weir Mitchell (1969), acteur

#### 1970–1979
- John Hennigan (1970), pokerspeler

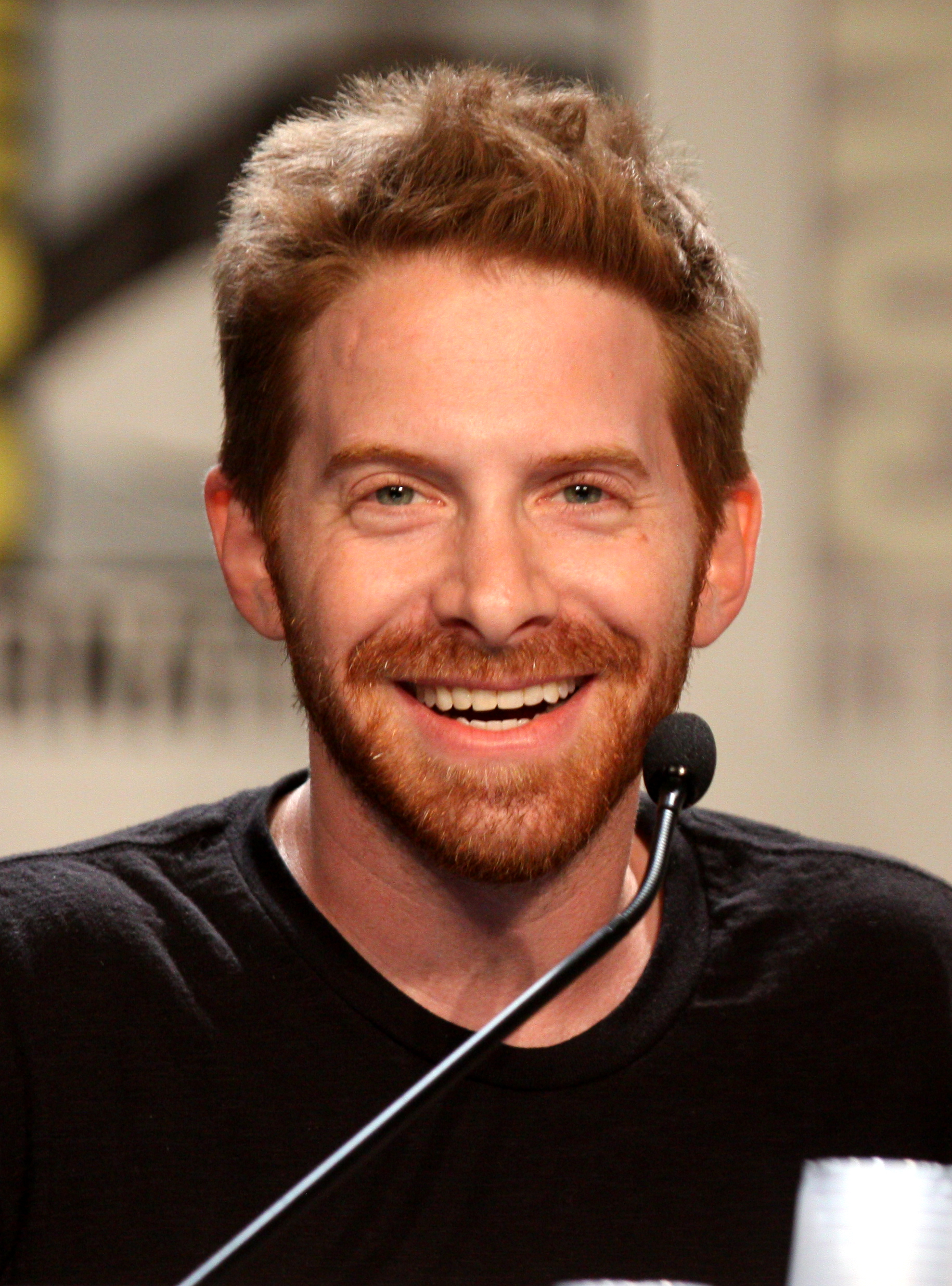
Acteur Seth Green (1974)

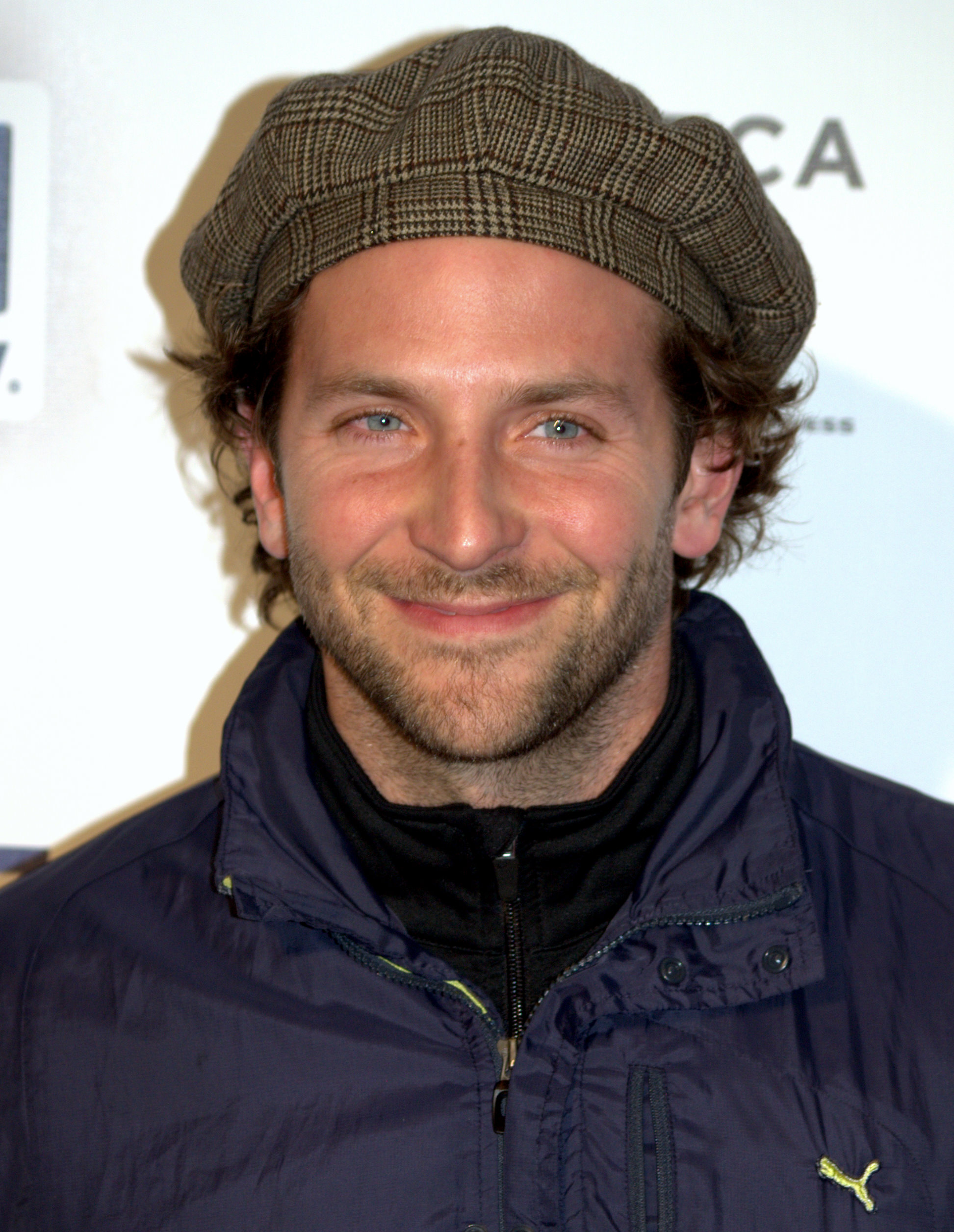
Acteur Bradley Cooper (1975)

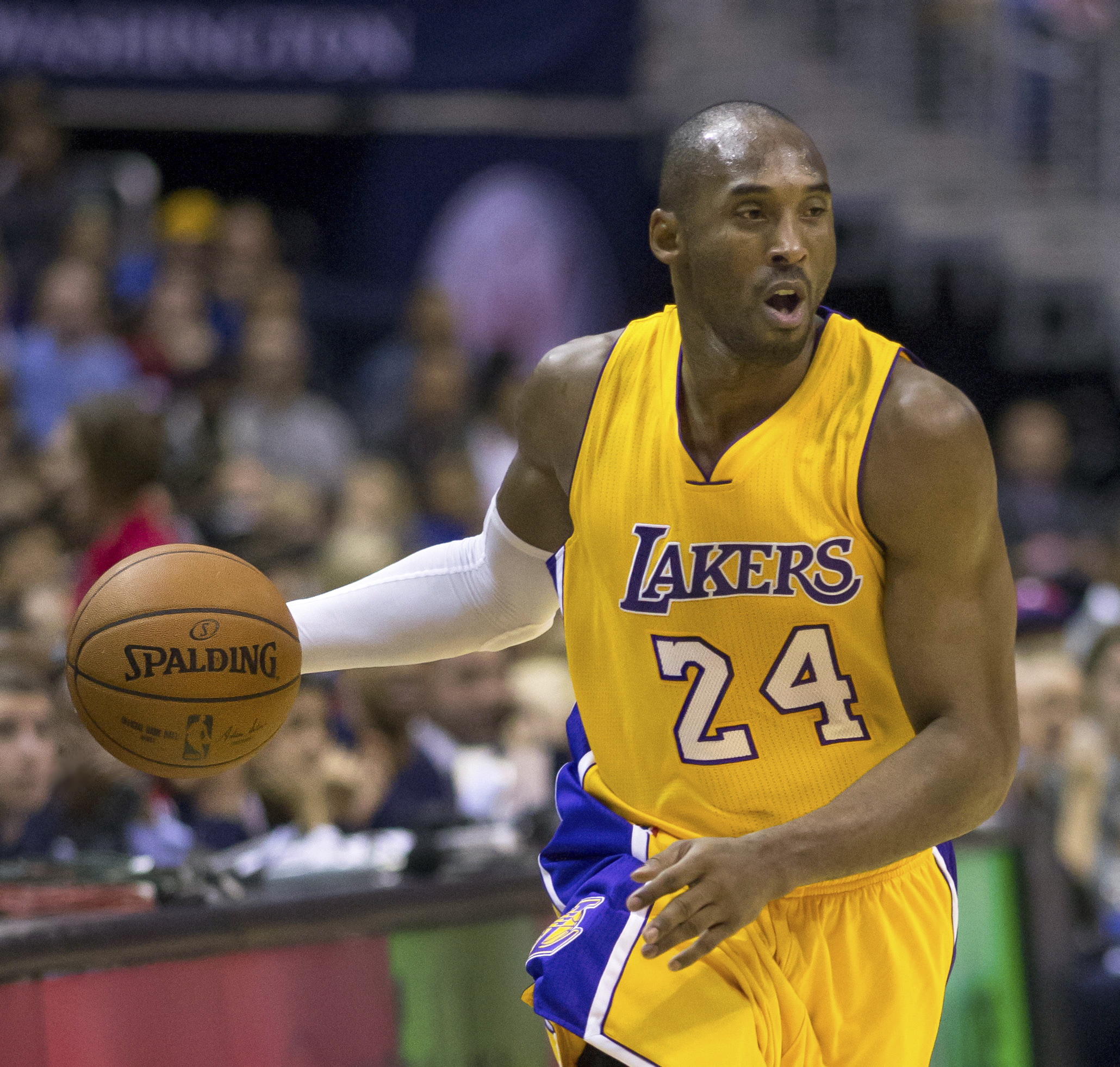
Basketballer Kobe Bryant (1978-2020)

- Kurt Rosenwinkel (1970), jazzgitarist
- Josh Wink (1970), dj/producer
- Gloria Casarez (1971-2014),LHBT-activist
- Rebecca Creskoff (1971), actrice
- Lisa Lopes (1971-2002), zangeres
- Stevie Richards (1971), professioneel worstelaar
- Malik B. (M-illitant), rapper (The Roots) (overleden 2020)
- Kurupt (1972), rapper
- Christian McBride (1972), jazzcontrabassist
- Cherelle Parker (1972), burgemeester van Philadelphia
- Jill Scott (1972), R&B-, soul- en jazzzangeres, songwriter, actrice en dichteres
- Josh Singer (1972), film- en televisiescenarist
- Eddie George (1973), American football-Running back
- Ari Hoenig (1973), jazzdrummer
- Maureen Johnson (1973), schrijfster van jeugdliteratuur voor tieners
- Fred Raskin (1973), filmmonteur
- Charli Baltimore (1974), rapper
- Seth Green (1974), acteur, komiek, stemacteur en televisieproducent
- Joe Madureira (1974), comictekenaar en -schrijver
- Rasheed Wallace (1974), basketballer
- Eugene Byrd (1975), acteur en filmproducent
- Bradley Cooper (1975), acteur
- Thomas Shimada (1975), Japans tennisser
- Ro Khanna (1976), hoogleraar, advocaat en politicus van de Democratische Partij
- Joseph Lawrence (1976), acteur
- Kelly Monaco (1976), model en actrice
- Santigold (1976), zangeres en producer
- Eddie Gustafsson (1977), voetballer
- Amos Lee (1977), singer-songwriter
- Rob McElhenney (1977), acteur, filmproducent, filmregisseur en scenarioschrijver
- Katherine Moennig (1977), actrice
- Jaguar Wright (1977), R&B-zangeres
- Kobe Bryant (1978-2020), basketballer
- Eve (1978), rapster en actrice
- Chris Albright (1979), voetballer
- Bilal (1979), soul, jazz en hiphop-zanger
- Josh Cooke (1979), acteur, producent en scenarist
- Freeway (1979), rapper
- Kevin Hart (1979), komiek, acteur

#### 1980–1989

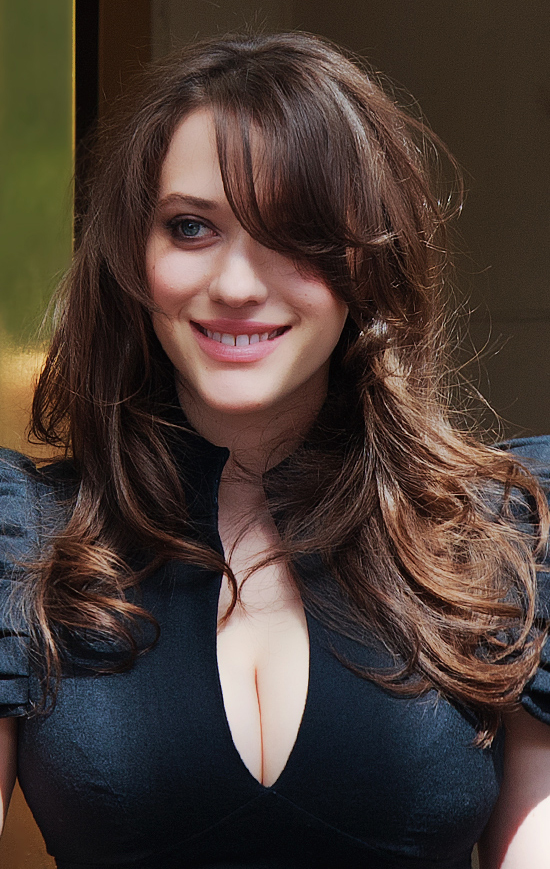
Actrice Kat Dennings (1986)

- Sarah Chang (1980), Koreaans-Amerikaanse violiste
- Jennifer Shahade (1980), schaakster
- Kurt Vile (1980), musicus
- Michael Rady (1981), acteur
- Willam Belli (1982), acteur, dragqueen en singer-songwriter
- Cassidy (1982), rapper
- Lauren Cohan (1982), actrice
- Dan Gargan (1982), voetballer
- Tara Lipinski (1982), kunstrijdster op de schaats
- Bobby Convey (1983), voetballer
- Eddie Alvarez (1984), vechtsporter
- Erin Krakow (1984), actrice
- Katrina Law (1985), actrice
- Drew Van Acker (1986), acteur
- Kat Dennings (1986), actrice
- Kyle Lowry (1986), professioneel basketbalspeler
- Christina Perri (1986), singer-songwriter
- Meek Mill (1987), rapper
- Jason Love (1987), basketballer
- Clarice Gargard (1988), Amerikaans-Nederlands journalist, programmamaker en presentator
- Julia Cohen (1989), tennisspeelster

#### 1990–1999
- Addison Timlin (1991), actrice

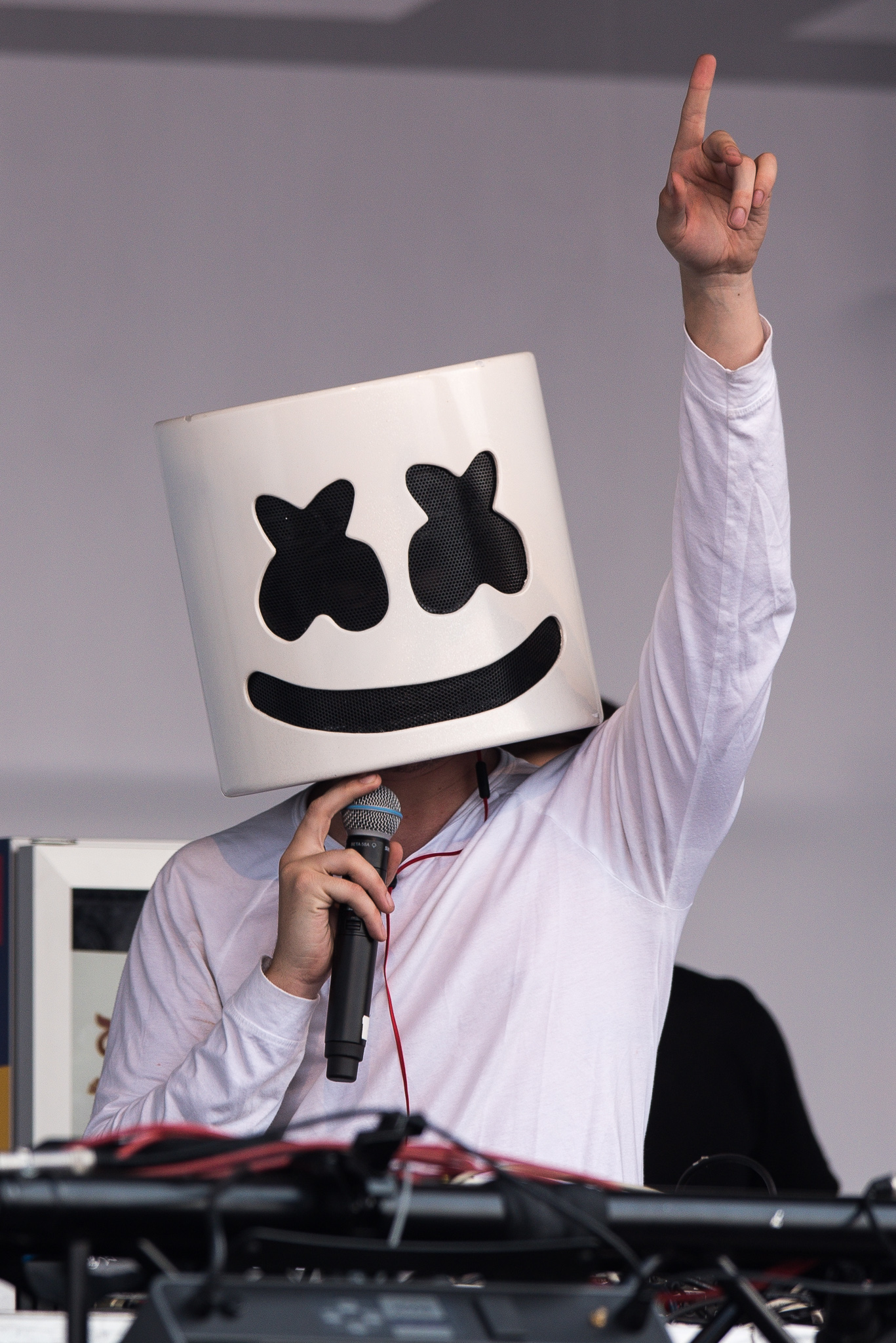
DJ Marshmello (1992)

- Robin Carpenter (1992), wielrenner
- Hari Nef (1992), actrice en model
- Marshmello (1992), DJ en producer
- Hannah Pilkes (1992), actrice
- Mark Indelicato (1994), acteur
- Bianca Ryan (1994), zangeres
- Ajeé Wilson (1994), atlete
- Victoria Pedretti (1995), actrice
- Lizzy McAlpine (1999), singer-songwriter

### 21e eeuw
- Jaeden Martell (2003), acteur
- Cavan Sullivan (2009), voetballer